# Operação Barbarossa
Operação Barbarossa (em alemão:  Unternehmen Barbarossa) foi o nome de código para a invasão da União Soviética pelas Potências do Eixo, iniciada em 22 de junho de 1941, durante a Segunda Guerra Mundial. Foi projetada para alcançar os objetivos ideológicos da Alemanha nazista de conquistar a União Soviética ocidental para que ela pudesse ser repovoada pelos alemães, de usar os povos eslavos como força de trabalho escravo para o esforço de guerra do Eixo e de aproveitar as reservas de petróleo do Cáucaso e os recursos agrícolas dos territórios soviéticos.
Nos dois anos anteriores à invasão, a Alemanha e a União Soviética assinaram pactos políticos e econômicos com propósitos estratégicos. No entanto, o Alto Comando Alemão começou a planejar uma invasão da União Soviética em julho de 1940 (sob o nome de código "Operação Otto"), o que Adolf Hitler autorizou em 18 de dezembro de 1940. Ao longo da operação, cerca de 4 milhões de soldados do Eixo, a maior força de invasão da história das guerras, invadiu a União Soviética ocidental ao longo de uma frente de 2 900 quilômetros de extensão. Além das tropas, a Wehrmacht empregou cerca de 600 mil veículos a motor e entre 600 mil e 700 mil cavalos. A ofensiva marcou uma escalada da guerra, tanto geograficamente como na formação da aliança dos Aliados.
Operacionalmente, as forças alemãs conseguiram grandes vitórias e ocuparam algumas das áreas econômicas mais importantes da União Soviética, principalmente na Ucrânia, e infligiu muitas mortes. Apesar destes êxitos do Eixo, a ofensiva alemã ficou paralisada na Batalha de Moscou e, posteriormente, a contraofensiva do inverno soviético levou as tropas alemãs a recuar. O Exército Vermelho repeliu os golpes mais fortes da Wehrmacht e forçou os alemães despreparados a uma guerra de atrito. A Wehrmacht nunca mais criaria uma ofensiva simultânea ao longo de toda a fronteira Eixo-URSS. O fracasso da operação levou Hitler a exigir novas operações de alcance cada vez mais limitado dentro da União Soviética — como a Caso Azul em 1942 e a Operação Cidadela em 1943 — o que eventualmente também não deu certo.
O fracasso da Operação Barbarossa provou ser um ponto de virada na sorte do Terceiro Reich. Mais importante ainda, a operação abriu a Frente Oriental, na qual foram usadas mais forças militares do que em qualquer outro teatro de guerra na história mundial. A Frente Oriental tornou-se o local de algumas das maiores batalhas, atrocidades mais horríveis e maiores baixas para as unidades soviéticas e do Eixo, o que influenciou o andamento da Segunda Guerra Mundial e a história subsequente do século XX. Os exércitos alemães capturaram 5 milhões de soldados do Exército Vermelho, a quem foram negados a proteção garantida pelas Convenções de Genebra. A maioria dos prisioneiros de guerra do Exército Vermelho nunca voltou com vida. Os nazistas deliberadamente fizeram com que 3,3 milhões de prisioneiros morressem de fome, assim como um grande número de civis, através do "Plano Fome", que visava a substituir em grande parte a população eslava por colonos alemães. Os esquadrões da morte nazistas (Einsatzgruppen) e as operações de gaseificação assassinaram mais de um milhão de judeus soviéticos como parte do Holocausto.

## Antecedentes

### Políticas raciais da Alemanha nazista
Já em 1925, Adolf Hitler declarou vagamente em seu manifesto político autobiográfico Mein Kampf que ele invadiria a União Soviética, afirmando que o povo alemão precisava garantir o Lebensraum ("espaço vital") para garantir a sobrevivência da Alemanha nas gerações vindouras. Em 10 de fevereiro de 1939, Hitler disse a seus comandantes do exército que a próxima guerra seria "puramente uma guerra de Weltanschauungen […] totalmente uma guerra popular, uma guerra racial". Em 23 de novembro, uma vez que a Segunda Guerra Mundial já havia começado, Hitler declarou que "a guerra racial explodiu e esta guerra determinará quem deve governar a Europa e, com ela, o mundo". A política racial da Alemanha nazista retratava a União Soviética (e toda a Europa Oriental) como povoada por Untermenschen ("sub-humanos") não arianos, governada por conspiradores bolcheviques judeus. Hitler afirmou em Mein Kampf que o destino da Alemanha era "virar para o Oriente", como fez "600 anos atrás" (ver Ostsiedlung). Por conseguinte, foi declarada a política nazista de matar, deportar ou escravizar a maioria das populações russas e eslavas e repovoar a terra conquistada com os povos germânicos, sob o Generalplan Ost. A crença dos alemães em sua superioridade étnica é evidente em registros oficiais e discernível em artigos pseudocientíficos publicados em periódicos alemães da época, que abordavam temas sobre "como lidar com populações estrangeiras".
Enquanto a historiografia mais antiga tendia a enfatizar a noção de uma Wehrmacht "limpa", o historiador Jürgen Förster observa que "de fato, os comandantes militares foram apanhados no caráter ideológico do conflito e envolvidos na sua implementação como participantes voluntários.". Antes e durante a invasão da União Soviética, as tropas alemãs foram fortemente doutrinadas com ideologia anti-bolchevique, antissemita e anti-eslava através de filmes, rádio, palestras, livros e folhetos. Ao relacionar os soviéticos às forças de Genghis Khan, Hitler disse ao líder militar croata Slavko Kvaternik que a "raça mongol" ameaçava a Europa. Após a invasão, os oficiais da Wehrmacht disseram a seus soldados que alvejassem pessoas que eram descritas como "sub-humanos bolcheviques judeus", "hordas mongóis", "inundação asiática" e "bestas vermelhas". A propaganda nazista retratou a guerra contra a União Soviética como uma guerra ideológica entre o nacional-socialismo alemão e o bolchevismo judeu e uma guerra racial entre alemães e judeus, ciganos e eslavos Untermenschen. Comandantes do exército alemão apontavam os judeus como a principal causa por trás da "luta partidária". A principal política de orientação para as tropas alemãs era "onde há um partidário, há um judeu e onde há um judeu, há um partidário", ou "partidário é o que o judeu é". Muitas tropas alemãs viam a guerra sob os termos nazistas e consideravam seus inimigos soviéticos como sub-humanos.
Depois que a guerra começou, os nazistas emitiram uma proibição de relações sexuais entre alemães e trabalhadores escravos estrangeiros. Havia regulamentos promulgados contra o Ostarbeiter ("trabalhadores orientais") que incluía a pena de morte para relações sexuais com um alemão. Heinrich Himmler, em seu memorando secreto, Reflexões sobre o Tratamento dos Povos das Raças Estrangeiras no Oriente (datado de 25 de maio de 1940), delineou os planos futuros para as populações não alemãs no Oriente europeu. Himmler acreditava que o processo de germanização na Europa Oriental seria completo quando "no Oriente habitar apenas homens com sangue verdadeiramente alemão e germânico".
O plano secreto nazista Generalplan Ost ("Plano Geral para o Oriente"), que foi preparado em 1941 e confirmado em 1942, pedia uma "nova ordem de relações etnográficas" nos territórios ocupados pela Alemanha nazista na Europa Oriental. O plano previa limpeza étnica, execuções e escravização da maioria esmagadora das populações das áreas conquistadas com porcentagens variadas muito pequenas das várias nações conquistadas que sofreram germanização, expulsão aos confins da Rússia e outros destinos. O efeito líquido deste plano seria assegurar que os territórios conquistados fossem germanizados. Foi dividido em duas partes: o Kleine Planung ("pequeno plano"), que abrangeu as ações a serem tomadas durante a guerra, e o Große Planung ("grande plano"), que abrangia ações a serem realizadas após a guerra ser conquistada, a ser implementado gradualmente ao longo de um período de 25 a 30 anos.
Evidências de um discurso proferido pelo general Erich Hoepner indicam a disposição da Operação Barbarossa e do plano racial nazista, ao informar o 4.º Exército Panzer de que a guerra contra a União Soviética era "uma parte essencial da luta do povo alemão pela existência" (Daseinkampf), referindo-se também à batalha iminente como a "velha luta dos alemães contra os eslavos" e até mesmo afirmou: "a luta deve visar a aniquilação da Rússia de hoje e deve, portanto, ser travada com uma dureza sem paralelos". Hoepner também acrescentou que os alemães estavam lutando por "a defesa da cultura europeia contra a inundação moscovita-asiática e a repulsa do bolchevismo judeu […] Nenhum adepto do atual sistema russo-bolchevique deve ser poupado". Walther von Brauchitsch também disse a seus subordinados que as tropas deveriam ver a guerra como uma "luta entre duas raças diferentes e [deveriam] agir com a severidade necessária". As motivações raciais eram fundamentais para a ideologia nazista e desempenharam um papel essencial no planejamento da Operação Barbarossa, já que judeus e comunistas eram considerados inimigos equivalentes pelo Estado nazista. As ambições imperialistas nazistas foram exercidas sem consideração moral por qualquer grupo em sua última luta pelo Lebensraum. Aos olhos dos nazistas, a guerra contra a União Soviética seria uma Vernichtungskrieg ("guerra de aniquilação").

### Relações germano-soviéticas de 1939–40

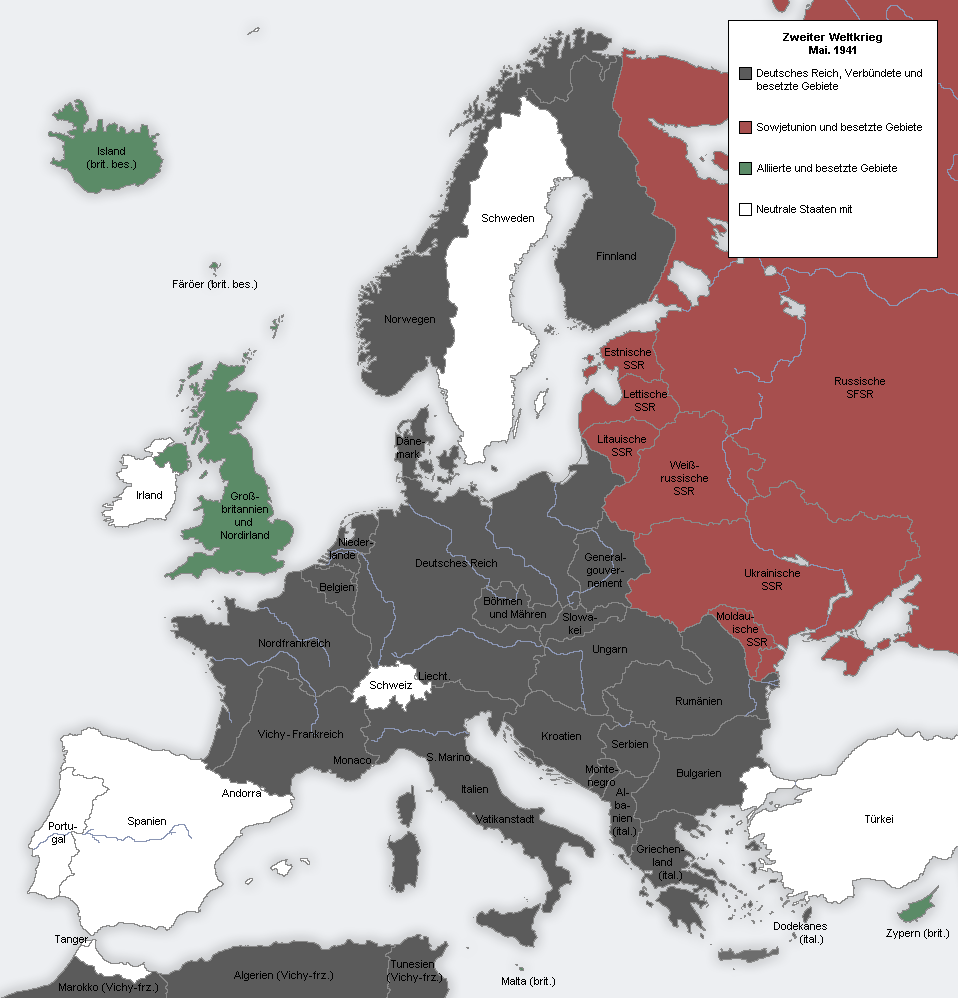
A disposição geopolítica da Europa em 1941, imediatamente antes do início da Operação Barbarossa. A área cinza representa a Alemanha nazista, seus aliados e países sob seu controle firme.

Em agosto de 1939, a Alemanha nazista e a União Soviética assinaram um pacto de não agressão em Moscou, conhecido como o Pacto Molotov-Ribbentrop. Um protocolo secreto ao pacto delineou um acordo entre a Alemanha e a União Soviética sobre a divisão dos estados fronteiriços da Europa Oriental entre as suas respectivas "esferas de influência": a União Soviética e a Alemanha separariam a Polônia em caso de invasão pela Alemanha, enquanto os soviéticos teriam permissão para tomar os Estados bálticos e a Finlândia. Em 23 de agosto de 1939, o resto do mundo tomou conhecimento deste pacto, mas desconhecia as disposições para dividir a Polônia. O pacto surpreendeu o mundo por causa da histórica hostilidade mútua e pelas ideologias conflitantes entre as partes do acordo. A conclusão deste pacto foi seguida pela invasão alemã da Polônia em 1 de setembro, que desencadeou o início da Segunda Guerra Mundial na Europa, seguida pela invasão soviética da Polônia, que levou à anexação da parte oriental do país. Como resultado do pacto, a Alemanha e a União Soviética mantiveram relações diplomáticas razoavelmente fortes durante dois anos e promoveram uma importante relação econômica. Os países entraram em um pacto comercial em 1940 pelo qual os soviéticos receberam equipamentos militares alemães e comercializaram bens em troca de matérias-primas, como o petróleo e o trigo, para ajudar os nazistas a contornar um bloqueio britânico contra a Alemanha.
Apesar das relações ostensivamente cordiais das partes, cada lado desconfiava bastante das intenções do outro. Por exemplo, a invasão soviética da Bucovina em junho de 1940 foi além de sua esfera de influência conforme acordado com a Alemanha. Depois que a Alemanha entrou no Pacto do Eixo com o Império do Japão e a Itália fascista, iniciou negociações sobre uma possível entrada soviética no pacto. Após dois dias de negociações em Berlim, de 12 a 14 de novembro de 1940, a Alemanha apresentou uma proposta por escrito para a entrada soviética no Eixo. Em 25 de novembro de 1940, a União Soviética ofereceu uma contraproposta escrita para se juntar ao Eixo se a Alemanha concordasse em abster-se de interferir na esfera de influência soviética, mas a Alemanha não respondeu. Como ambos os lados começaram a colidir um com o outro na Europa Oriental, o conflito parecia mais provável, embora assinassem uma fronteira e um acordo comercial que abordasse várias questões ainda abertas em janeiro de 1941. O historiador Robert Service afirma que o líder soviético Josef Stálin estava convencido de que a força militar geral da URSS era tal que ele não tinha nada a temer e antecipou uma vitória fácil se a Alemanha atacasse; além disso, Stálin acreditava que, como os alemães ainda estavam lutando contra os britânicos na Europa Ocidental, Hitler provavelmente não abriria uma guerra de duas frentes e, posteriormente, atrasaria a reconstrução de fortificações defensivas nas regiões fronteiriças. Quando soldados alemães nadaram pelo rio Bug para alertar o Exército Vermelho sobre um ataque iminente, foram tratados como agentes inimigos e levaram tiros. Alguns historiadores acreditam que Stálin, apesar de fornecer uma frente amigavelmente a Hitler, não queria permanecer aliado da Alemanha. Em vez disso, Stálin poderia ter tido a intenção de romper com a Alemanha e prosseguir com sua própria campanha contra os nazistas que seria seguida por uma contra o resto da Europa.

### Planos alemães de invasão

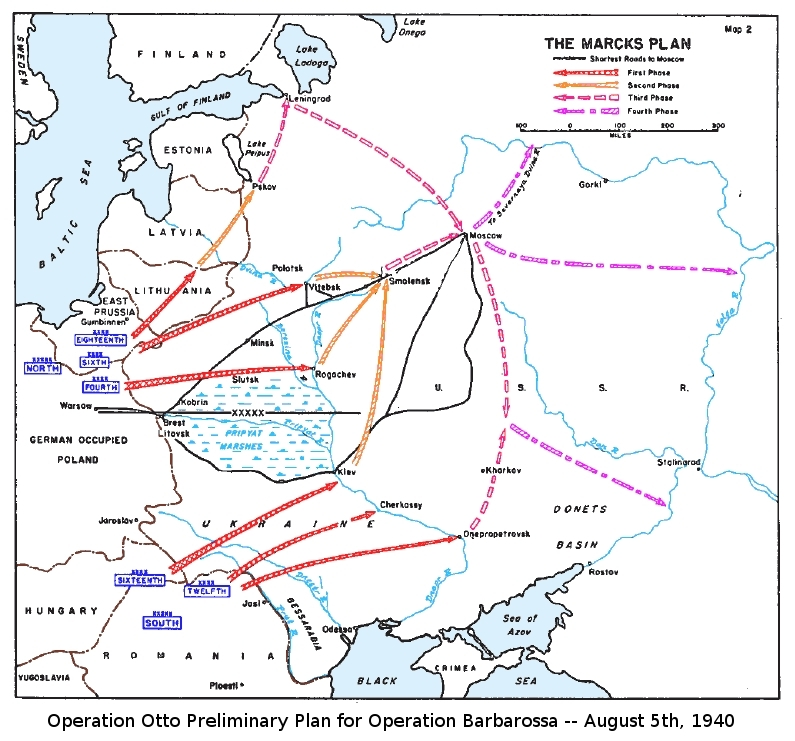
O Plano Marcks foi o plano original de ataque alemão para a Operação Barbarossa, conforme descrito em um estudo do governo dos EUA (março de 1955).

A reputação de Stálin como um ditador brutal contribuiu tanto para justificar o ataque quanto para ter fé no sucesso da operação; muitos oficiais militares experientes foram mortos no Grande Expurgo da década de 1930, deixando o Exército Vermelho com uma liderança relativamente inexperiente, em comparação com os seus homólogos alemães. Os nazistas muitas vezes enfatizavam a brutalidade do regime soviético quando se dirigiram aos eslavos com propaganda. Eles também alegavam que o Exército Vermelho estava se preparando para atacar os alemães e sua própria invasão foi assim apresentada como um ataque preventivo.
Em meados de 1940, após a crescente tensão entre a União Soviética e a Alemanha sobre os territórios dos Balcãs, uma eventual invasão da União Soviética parecia a Hitler a única solução. Apesar de ainda não terem sido feitos planos concretos, Hitler contou a um de seus generais em junho que as vitórias na Europa Ocidental finalmente liberaram suas mãos para sua importante tarefa real: o confronto com o bolchevismo. Com o sucesso da Campanha na França, o general Erich Marcks foi designado para o grupo de trabalho para elaborar os planos iniciais de invasão da União Soviética. Os primeiros planos de batalha foram intitulados Operação Draft East (mas coloquialmente era conhecido como o "Plano Marcks"). Seu relatório defendeu a linha A-A como o objetivo operacional de qualquer invasão da União Soviética. Este objetivo se estenderia da cidade do norte de Arkhangelsk no Oceano Ártico, através de Gorky e Rostov, até a cidade portuária de Astrakhan, na foz do rio Volga, no Mar Cáspio. O relatório concluiu que esta fronteira militar reduziria a ameaça à Alemanha (e ao Terceiro Reich) de ataques de bombardeiros inimigos.
Embora Hitler tenha sido avisado por sua equipe geral que ocupar a "Rússia Ocidental" criaria "mais um dreno do que um alívio para a situação econômica da Alemanha", ele antecipou benefícios compensatórios, como a desmobilização de divisões inteiras para aliviar a grave escassez de mão-de-obra na indústria alemã; a exploração da Ucrânia como fonte confiável e imensa de produtos agrícolas; o uso do trabalho forçado para estimular a economia geral da Alemanha; e a expansão do território para melhorar os esforços da Alemanha para isolar o Reino Unido. Hitler estava convencido de que a Grã-Bretanha demandaria a paz uma vez que os alemães triunfassem na União Soviética e, se não o fizeram, ele usaria os recursos disponíveis no Oriente para derrotar o Império Britânico.
Em 5 de dezembro de 1940, Hitler recebeu os planos militares finais para a invasão, a qual o Alto Comando alemão trabalhava desde julho de 1940 sob o codinome "Operação Otto". Hitler, no entanto, estava insatisfeito com esses planos e, em 18 de dezembro, emitiu a Diretriz 21 do Führer, que pedia um novo plano de batalha, agora codificado como "Operação Barbarossa". A operação recebeu o nome do imperador medieval Frederico Barbarossa do Sacro Império Romano, um líder da Terceira Cruzada no século XII. A invasão foi estabelecida para 15 de maio de 1941, embora tenha sido adiada por cerca de 7 semanas por um tempo adicional de preparação por causa da guerra nos Bálcãs e clima ruim.
De acordo com um ensaio de 1978 do historiador alemão Andreas Hillgruber, os planos de invasão elaborados pela elite militar alemã foram corados pela arrogância decorrente da rápida derrota da França nas mãos da "invencível" Wehrmacht e pela ignorância temperada pelos estereótipos tradicionais alemães da Rússia como um país "asiático" primitivo e atrasado. Os soldados do Exército Vermelho eram considerados corajosos e duros, mas o corpo de oficiais era desprezado. A liderança da Wehrmacht prestou pouca atenção à política, à cultura e à considerável capacidade industrial da União Soviética, em favor de uma visão militar muito estreita. Hillgruber argumentou que, devido a que essas suposições serem compartilhadas por toda a elite militar, Hitler conseguiu avançar com uma "guerra de aniquilação" que seria travada da maneira mais desumana possível com a cumplicidade de "vários líderes militares", mesmo que fosse bem claro que isto seria uma violação de todas as normas de guerra aceitas.
No outono de 1940, altos funcionários alemães elaboraram um memorando sobre os perigos de uma invasão da União Soviética. Eles disseram que a Ucrânia, a Bósnia e os Estados Bálticos acabariam por ser apenas um novo encargo econômico para a Alemanha. Foi argumentado que os soviéticos em sua forma burocrática atual eram inofensivos e que a ocupação não beneficiaria a Alemanha. Hitler discordou dos economistas sobre os riscos e disse ao seu braço direito, Hermann Göring, o chefe da Luftwaffe, que não mais ouviria as dúvidas sobre os perigos econômicos de uma guerra com a Rússia. É especulado que isso foi transmitido ao general Georg Thomas, que havia produzido relatórios que previam um dreno econômico líquido para a Alemanha no caso de uma invasão da União Soviética, a menos que sua economia fosse capturada intacta e os campos de petróleo do Cáucaso fossem aproveitados logo no primeiro golpe e, consequentemente, revisou seu relatório futuro para atender aos desejos de Hitler. A inaptidão do Exército Vermelho na Guerra de Inverno contra a Finlândia em 1939–1940 convenceu Hitler de uma rápida vitória dentro de alguns meses. Nem Hitler nem o Estado-Maior anteciparam uma longa campanha que duraria até o inverno e, portanto, não fizeram as preparações adequadas, como a distribuição de roupas quentes e de veículos e lubrificantes de inverno.
Em março de 1941, o Arquivo Verde de Göring apresentou detalhes para a disposição da economia soviética após a conquista. O Plano Fome delineou como toda a população urbana de territórios conquistados deveria morrer de fome, criando assim um excedente agrícola para alimentar a Alemanha e o espaço urbano para a classe alta alemã. A política nazista visava destruir a União Soviética como uma entidade política de acordo com os ideais geopolíticos do Lebensraum em benefício das futuras gerações da "raça superior nórdica". Em 1941, o ideólogo nazista Alfred Rosenberg, mais tarde nomeado Ministro Reich dos Territórios Ocupados do Oeste, sugeriu que o território soviético conquistado fosse administrado nos seguintes Reichskommissariate ("Comissariado do Reich"):
| Subdivisões administrativas do território soviético conquistado conforme previsto e, em seguida, parcialmente realizado, por Alfred Rosenberg | Subdivisões administrativas do território soviético conquistado conforme previsto e, em seguida, parcialmente realizado, por Alfred Rosenberg | Subdivisões administrativas do território soviético conquistado conforme previsto e, em seguida, parcialmente realizado, por Alfred Rosenberg |
| Nome | Notas | Mapa |
| --- | --- | --- |
| Reichskommissariat Ostland | Países Bálticos e Bielorrússia | |
| Reichskommissariat Ukraine | Ucrânia, ampliada ao leste até o Volga | |
| Reichskommissariat Kaukasus | Ciscaucásia e Cáucaso | Não realizado |
| Reichskommissariat Moskowien | Região metropolitana de Moscou e o restante da Rússia Europeia                                                                                | Não realizado |
| Reichskommissariat Turkestan | Ásia Central soviética e territórios | Não realizado |

Os planejadores militares alemães também pesquisaram a fracassada invasão da Rússia por Napoleão. Em seus cálculos, eles concluíram que havia pouco perigo de uma retirada em larga escala do Exército Vermelho para o interior russo, pois não ele poderia se dar ao luxo de desistir dos Estados do Báltico, da Ucrânia ou das regiões de Moscou e Leningrado, todas as quais eram vitais para o Exército Vermelho por razões de abastecimento e, portanto, deveriam ser defendidas. Hitler e seus generais discordaram de onde a Alemanha deveria concentrar sua energia. Hitler, em muitas discussões com seus generais, repetiu sua ordem de "Leningrado primeiro, Donbass em segundo e Moscou em terceiro"; mas ele enfatizava consistentemente a destruição do Exército Vermelho com a conquista de objetivos específicos do terreno. Hitler acreditava que Moscou era "sem grande importância" na derrota da União Soviética e, em vez disso, acreditava que a vitória viria com a destruição do Exército Vermelho a oeste da capital, especialmente a oeste dos rios Duína e Dnieper, o que impregnou o plano para a Barbarossa. Esta crença levou mais tarde a disputas entre Hitler e vários oficiais superiores alemães, como Heinz Guderian, Gerhard Engel, Fedor von Bock e Franz Halder, que acreditavam que a vitória decisiva só poderia ser conquistada em Moscou. Hitler confiava cada vez mais em seu próprio julgamento militar como resultado dos rápidos sucessos nazistas na Europa Ocidental.

## Preparações alemãs

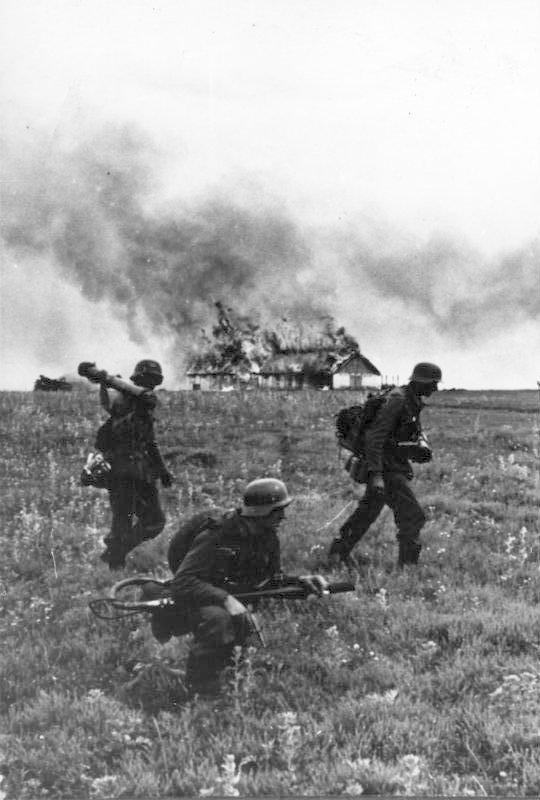
Soldados alemães (equipe de lança-chamas) no território da União Soviética, junho de 1941

Os alemães começaram a reunir tropas perto da fronteira soviética antes mesmo da conclusão da campanha nos Balcãs. Na terceira semana de fevereiro de 1941, 680 mil soldados alemães foram reunidos em áreas na fronteira entre a Romênia e a União Soviética. Em preparação para o ataque, Hitler havia movido secretamente mais de 3 milhões de tropas alemãs e aproximadamente 690 mil soldados do Eixo para as regiões fronteiriças soviéticas. Operações adicionais da Luftwaffe incluíram também inúmeras missões de vigilância aérea em território soviético muitos meses antes do ataque.
Embora o Alto Comando soviético tenha ficado alarmado com isso, a crença de Stálin de que o Terceiro Reich provavelmente não atacaria apenas dois anos depois de assinar o Pacto Molotov-Ribbentrop resultou em uma lenta preparação soviética. Apesar disso, os soviéticos não negligenciaram completamente a ameaça de seu vizinho alemão. Antes da invasão nazista, o marechal Semyon Timoshenko se referiu aos alemães como o "inimigo mais importante e mais forte da União Soviética" e, já em julho de 1940, o o chefe de gabinete do Exército Vermelho, Boris Shaposhnikov, produziu um plano preliminar sobre como seria uma invasão alemã poderia, notavelmente similar ao ataque que realmente aconteceu. Desde abril de 1941, os alemães começaram a criar a Operação Haifisch e a Operação Harpune para sustentar suas afirmações de que a Grã-Bretanha era o verdadeiro alvo. Esses simulados preparativos na Noruega e na costa do Canal da Mancha incluíam atividades como concentrações de navios, voos de reconhecimento e exercícios de treinamento.
O adiamento de Barbarossa da data inicialmente prevista de 15 de maio até a data de invasão real, 22 de junho de 1941 (atraso de 38 dias), ocorreu por vários motivos. Mais importante ainda, um inverno inusitadamente úmido manteve os rios em plena inundação até o final da primavera. As enchentes poderiam ter desencorajado um ataque anterior, mesmo que fosse improvável que acontecesse antes do fim da Campanha dos Balcãs.
A importância do atraso ainda é debatida. William L. Shirer argumentou que a Campanha dos Bálcãs de Hitler atrasou o começo de Barbarossa por várias semanas e, assim, comprometeu-a. Ele citou o vice-chefe do Estado-Maior alemão em 1941, Friedrich Paulus, que afirmou que a campanha resultou em um atraso de "cerca de cinco semanas". Este dado é corroborado tanto pelo Diário da Guerra Naval Alemão quanto por Gerd von Rundstedt. Antony Beevor nomeou uma variedade de fatores que atrasaram a Barbarossa, incluindo o problemas na distribuição do transporte motorizado, na distribuição de combustível e dificuldade em estabelecer campos de aviação para a Luftwaffe.

Nós só temos que chutar na porta e toda a estrutura podre vai cair.

—Adolf Hitler
Os alemães desdobraram um regimento independente, uma brigada de treinamento motorizada separada e 153 divisões especificamente para a Barbarossa, que incluíram 104 infantarias, 19 panzer e 15 divisões de infantaria motorizada em três grupos do exército, nove divisões de segurança para operar em territórios conquistados, quatro divisões na Finlândia e duas divisões como reserva sob o controle direto do Oberkommando des Heeres (OKH). Estes eram equipados com cerca de 3 350 tanques, 7 200 peças de artilharia, 2 770 aeronaves (que representavam 65 por cento da Luftwaffe), cerca de 600 mil veículos a motor e 625 mil–700 mil cavalos. A Finlândia apresentou 14 divisões para a invasão e a Romênia ofereceu 13 divisões e oito brigadas ao longo da Barbarossa. Todas as forças do Eixo, 3,8 milhões de soldados, foram implantadas em uma frente que se estendia do Oceano Ártico ao Mar Negro, foram controladas pelo OKH e organizadas pelo Exército da Noruega, Grupo de Exércitos Norte, Grupo de Exércitos Centro e Grupo de Exércitos Sul, ao lado de três Luftflotten (frotas aéreas, equivalente da força aérea de grupos do exército) que apoiaram os grupos do exército: Luftflotte 1 para o Norte, Luftflotte 2 para o Centro e Luftflotte 4 para o Sul.
O Exército da Noruega deveria operar no extremo norte da Escandinávia e na fronteira com os territórios soviéticos. O Grupo de Exércitos Norte deve marchar pelos estados bálticos para o norte da Rússia, quer levar ou destruir a cidade de Leningrado e juntar-se às forças finlandesas. O Grupo de Exércitos Centro, o grupo do exército equipado com maior poder aéreo, deveria atacar da Polônia para a Bielorrússia e as regiões centro-oeste da Rússia propriamente ditas, até avançar para Smolensk e depois para Moscou. O Grupo de Exércitos Sul foi designado para atacar os povoados agrícolas da Ucrânia, tomando Kiev antes de continuar para o leste sobre as estepes do sul da URSS para o Volga com o objetivo de controlar o Cáucaso, região rica em petróleo. O Grupo de Exércitos Sul foi implantado em duas seções separadas por um fosso de 319 km. A seção norte, que continha o único grupo panzer do grupo do exército, estava no sul da Polônia, logo ao lado do Grupo de Exércitos Centro, e a seção sul estava na Romênia.
As forças alemãs na retaguarda (principalmente unidades Waffen-SS e Einsatzgruppen) deveriam operar em territórios conquistados para combater qualquer atividade de partisans nas áreas que controlavam, bem como para executar comissários políticos e judeus capturados. Em 17 de junho, o chefe do Gabinete Central de Segurança do Reich (RSHA), Reinhard Heydrich, informou cerca de 30 a 50 comandantes de Einsatzgruppen sobre "a política de eliminar os judeus nos territórios soviéticos, pelo menos em termos gerais". Apesar dos Einsatzgruppen terem sido atribuídos às unidades da Wehrmacht, que lhes forneceram suprimentos como gasolina e comida, eles eram controlados pelo RSHA. O plano oficial para a Barbarossa assumia que os grupos do exército poderiam avançar livremente para seus objetivos primários simultaneamente, sem se espalharem, uma vez que ganhariam as batalhas da fronteira e destruiriam as forças do Exército Vermelho nas áreas fronteiriças. Em 21 de junho, às 13h00, o Grupo de Exércitos Norte recebeu a palavra-chave "Düsseldorf", indicando que a Barbarossa começaria na manhã seguinte e transmitiu sua própria palavra-chave, "Dortmund".

## Preparações soviéticas
Em 1930, Mikhail Tukhachevsky, um proeminente teórico militar na guerra de tanques no período entreguerras e mais tarde Marechal da União Soviética, enviou um memorando ao Kremlin que pressionou por um colossal investimento nos recursos necessários para a produção em massa de armas, pressionando por "40 mil aviões e 50 mil tanques". No início dos anos 1930, uma doutrina operacional moderna para o Exército Vermelho foi desenvolvida e promulgada nas Regras do Campo de 1936 sob a forma de operações em profundidade. As despesas de defesa também cresceram rapidamente, de apenas 12% do produto nacional bruto em 1933 para 18% em 1940.
No entanto, durante o Grande Expurgo de Stálin no final dos anos 1930, que ainda estava parcialmente em curso no início da guerra, em junho de 1941, o corpo de oficiais do Exército Vermelho foi dizimado e suas substituições, nomeadas por Stálin por razões políticas, muitas vezes não tinha competência militar. Dos cinco marechais da União Soviética nomeados em 1935, apenas Kliment Voroshilov e Semyon Budyonny sobreviveram ao expurgo de Stálin. Tukachevsky foi morto em 1937. Quinze dos 16 comandantes do exército, 50 dos 57 comandantes do corpo, 154 dos 186 comandantes da divisão e 401 dos 456 coronéis foram mortos e muitos outros oficiais foram demitidos. No total, cerca de 30 mil efetivos do Exército Vermelho foram executados. Stálin ressaltou ainda mais o seu controle reafirmando o papel dos comissários políticos no nível divisional e abaixo para supervisionar a lealdade política do exército ao regime. Os comissários ocupavam uma posição igual à do comandante da unidade que estavam supervisionando. Mas, apesar dos esforços para garantir a subordinação política das forças armadas, após o mau desempenho do Exército Vermelho na Polônia e na Guerra de Inverno, cerca de 80% dos oficiais demitidos durante o Grande Expurgo foram reintegrados em 1941. Além disso, entre janeiro de 1939 e maio de 1941, 161 novas divisões foram ativadas. Portanto, embora cerca de 75 por cento de todos os oficiais estivessem em sua posição por menos de um ano no início da invasão alemã de 1941, muitos dos períodos curtos podem ser atribuídos não só ao expurgo, mas também ao rápido aumento na criação de unidades militares.

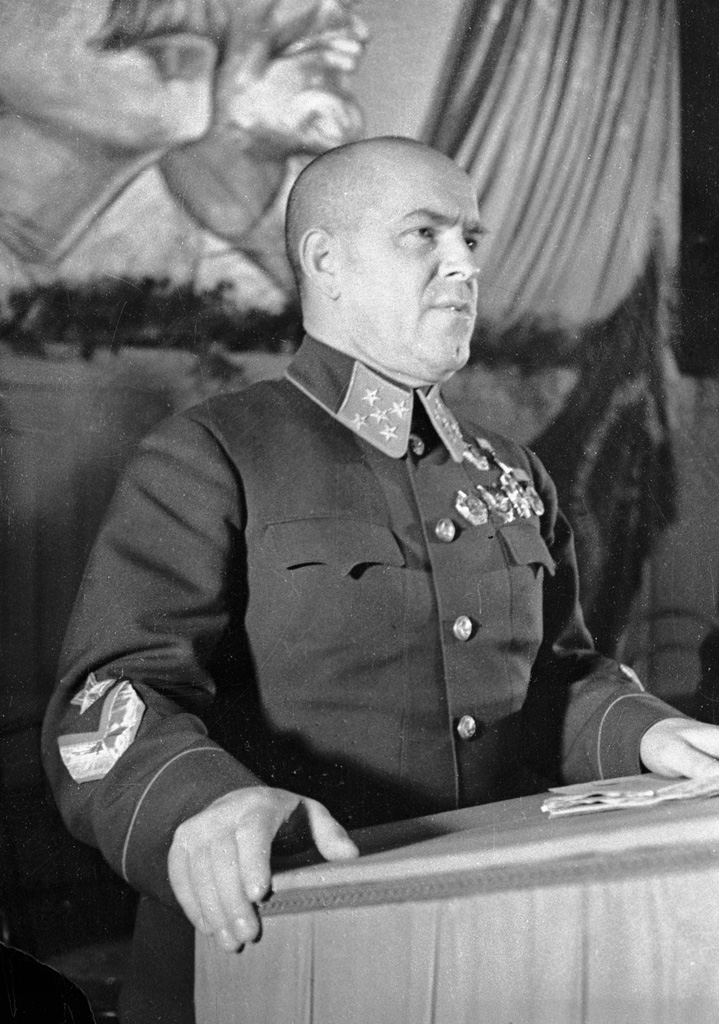
Marechal Gueorgui Júkov falando em uma conferência militar em Moscou, setembro de 1941.

Na União Soviética, ao falar com seus generais em dezembro de 1940, Stálin mencionou as referências de Hitler a um ataque à URSS em Mein Kampf e a crença de Hitler de que o Exército Vermelho precisaria de quatro anos para se preparar. Stálin declarou "devemos estar prontos muito mais cedo" e "tentaremos atrasar a guerra por mais dois anos". Já em agosto de 1940, a inteligência britânica havia recebido sugestões de planos alemães para atacar os soviéticos apenas uma semana depois que Hitler aprovou informalmente os planos para a Barbarossa e advertiu a União Soviética em conformidade. Mas a desconfiança de Stálin contra os britânicos levou-o a ignorar os avisos na crença de que eles eram apenas um truque projetado para levar a União Soviética a lutar ao seu lado. No início de 1941, os próprios serviços de inteligência de Stálin e a inteligência estadunidense deram avisos regulares e repetidos de um iminente ataque alemão. O espião soviético Richard Sorge também deu a Stálin a data exata do ataque alemão, mas Sorge e outros informantes já haviam dado diferentes datas de invasão que passaram pacificamente antes da invasão real. Stálin reconheceu a possibilidade de um ataque em geral e, portanto, fez preparativos significativos, mas decidiu não correr o risco de provocar Hitler.
Em julho de 1940, o Estado-Maior do Exército Vermelho desenvolveu planos de guerra que identificaram a Wehrmacht como a ameaça mais perigosa para a União Soviética e que, no caso de uma guerra com a Alemanha, o principal ataque da Wehrmacht viria pela região ao norte dos pântanos de Pinsk na Bielorrússia, que mais tarde provaram ser corretos. Stálin discordou e em outubro autorizou o desenvolvimento de novos planos que assumiam que um ataque alemão se concentraria na região sul dos pântanos de Pinsk para as regiões economicamente vitais da Ucrânia. Isso tornou-se a base para todos os planos de guerra soviéticos subsequentes e o desenvolvimento de suas forças armadas em preparação para a invasão alemã.
No início de 1941, Stálin autorizou o Plano de Defesa Estatal de 1941 (DP-41), que junto com o Plano de Mobilização de 1941 (MP-41), que pedia o desdobramento de 186 divisões, como primeiro escalão estratégico nos quatro distritos militares da União Soviética ocidental, que tinha fronteira com os territórios do Eixo; e a implantação de mais 51 divisões ao longo dos rios Duína e Dnieper como o segundo escalão estratégico sob o controle de Stavka, que no caso de uma invasão alemã era encarregado de liderar uma contraofensiva soviética junto às forças restantes do primeiro escalão Mas em 22 de junho de 1941, o primeiro escalão só continha 171 divisões, um total de 2,6–2,9 milhões; e o segundo escalão estratégico continha 57 divisões que ainda estavam se mobilizando, a maioria das quais ainda era menor. O segundo escalão não foi detectado pela inteligência alemã até poucos dias após o início da invasão, na maioria dos casos apenas quando as forças de solo alemãs encontraram as forças soviéticas.
No início da invasão, a mão-de-obra da força militar soviética que havia sido mobilizada era de 5,3–5,5 milhões de pessoas e ainda estava aumentando à medida que a força de reserva soviética de 14 milhões, com pelo treinamento militar básico, continuava a se mobilizar. O Exército Vermelho estava disperso e ainda se preparava quando a invasão começou. Suas unidades eram frequentemente separadas e faltavam transporte adequado.
| Desenvolvimento das Forças Armadas Soviéticas Compilado pelo historiador militar russo Mikhail Meltyukhov a partir de várias fontes | Desenvolvimento das Forças Armadas Soviéticas Compilado pelo historiador militar russo Mikhail Meltyukhov a partir de várias fontes | Desenvolvimento das Forças Armadas Soviéticas Compilado pelo historiador militar russo Mikhail Meltyukhov a partir de várias fontes | Desenvolvimento das Forças Armadas Soviéticas Compilado pelo historiador militar russo Mikhail Meltyukhov a partir de várias fontes |
| | 1 de janeiro de 1939 | 22 de junho de 1941 | Aumento |
| --- | --- | --- | --- |
| Divisões calculadas | 131,5 | 316,5 | 140,7% |
| Soldados | 2 485 000 | 5 774 000 | 132,4% |
| Armas e morteiros | 55 800 | 117 600 | 110,7% |
| Tanques | 21 100 | 25 700 | 21,8% |
| Aeronaves | 7 700 | 18 700 | 142,8% |

A União Soviética tinha cerca de 23 mil tanques disponíveis, dos quais apenas 14 700 estavam preparados para combate. Cerca de 11 mil tanques estavam nos distritos militares ocidentais que enfrentavam a força de invasão alemã. Hitler declarou mais tarde a alguns de seus generais: "Se eu soubesse sobre a força dos tanques russos em 1941, não teria atacado". No entanto, os padrões de manutenção e prontidão eram muito pobres; munições e rádios eram escassos e muitas unidades blindadas não possuíam caminhões para suprimentos. Os modelos de tanques soviéticos mais avançados — o KV-1 e T-34 — que eram superiores a todos os tanques alemães e todos os projetos ainda em desenvolvimento no verão de 1941 não estavam disponíveis em grande número no momento em que a invasão começou. Além disso, no outono de 1939, os soviéticos dissolveram seus corpos mecanizados e dispersaram em parte seus tanques para as divisões de infantaria;; mas depois de observarem a campanha alemã na França, no final de 1940 os soviéticos começaram a reorganizar a maioria dos seus bens blindados de volta ao corpo mecanizado com uma força-alvo de 1 031 tanques cada. No entanto, essas grandes formações blindadas eram pesadas e, além disso, estavam espalhadas em guarnições dispersas, com suas divisões subordinadas a uma distância de até 100 quilômetros. A reorganização ainda estava em andamento e incompleta quando a Barbarossa começou. As unidades de tanques soviéticos raramente estavam bem equipadas e faltavam treinamento e suporte logístico. As unidades eram enviadas ao combate sem nenhum arranjo no local para o reabastecimento de combustível, reabastecimento de munições ou substituição do pessoal. Muitas vezes, após um único combate, as unidades eram destruídas ou tornadas ineficazes. A vantagem numérica soviética em equipamentos pesados foi totalmente compensada pelo treinamento e organização superiores da Wehrmacht.
A Força Aérea Soviética (VVS) tinha uma vantagem numérica de um total de aproximadamente 19 533 aeronaves, o que a tornava a maior força aérea do mundo no verão de 1941. Cerca de 7 133–9 100 foram implantadas nos cinco distritos militares ocidentais e 1 445 adicionais estavam sob controle naval.
Os historiadores discutem se Stálin estava planejando uma invasão ao território alemão no verão de 1941. O debate começou no final da década de 1980, quando Viktor Suvorov publicou um artigo do jornal e, mais tarde, o livro Icebreaker, no qual ele afirmava que Stálin tinha visto o início da guerra na Europa Ocidental como uma oportunidade para espalhar as revoluções comunistas em todo o continente e que os militares soviéticos estavam sendo implantados para um ataque iminente na mesma época da invasão alemã. Essa visão também havia sido adotada por ex-generais alemães após a guerra. A tese de Suvorov foi total ou parcialmente aceita por alguns historiadores, como Valeri Danilov, Joachim Hoffmann, Mikhail Meltyukhov e Vladimir Nevezhin, e atraiu a atenção pública na Alemanha, Israel e Rússia. No entanto, foi fortemente rejeitada pela maioria dos historiadores deste período e Icebreaker é geralmente considerado uma "obra anti-soviético" nos países ocidentais. David Glantz e Gabriel Gorodetsky escreveram livros para refutar os argumentos de Suvorov e a maioria dos historiadores acredita que Stálin estava tentando evitar a guerra em 1941, pois acreditava que seus militares não estavam prontos para lutar contra as forças alemãs.

## Invasão

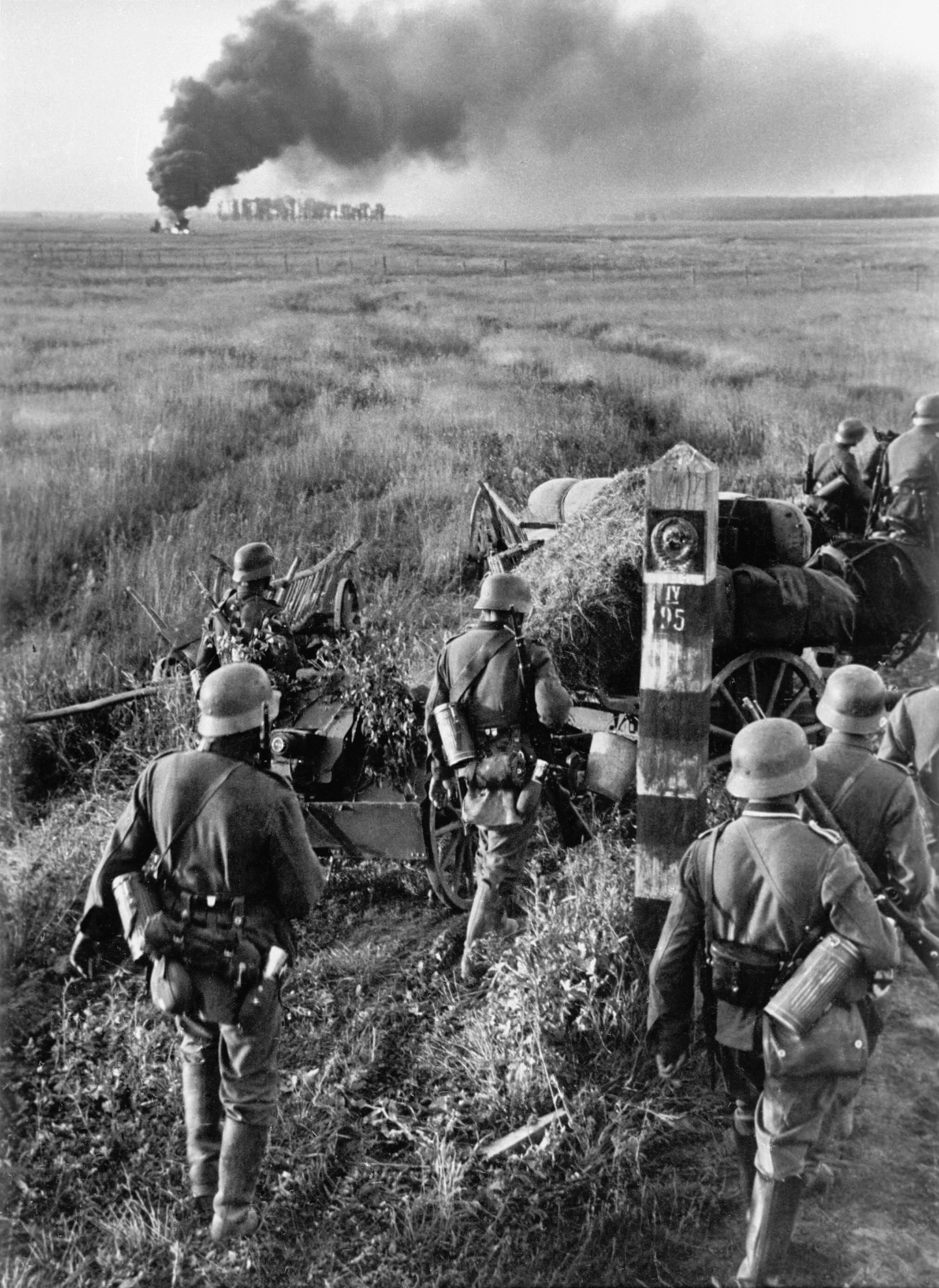
Tropas alemãs no marco de fronteira da URSS, 22 de junho de 1941.

Por volta de 01h00 de 22 de junho de 1941, os distritos militares soviéticos na área fronteiriça foram alertados pela Diretiva No. 1 do Ministro da Defesa da URSS, emitida no final da noite de 21 de junho e que exortava-os a "trazer todas as forças para combater em prontidão", mas para "evitar ações provocadoras de qualquer tipo". Levou até duas horas para que as várias unidades subordinadas às Frentes recebem a ordem da diretiva e a maioria não a recebeu antes da invasão começar.
Por volta das 03h15, em 22 de junho de 1941, as forças do Eixo começaram a invasão da União Soviética com o bombardeio das principais cidades da Polônia ocupada pelos soviéticos e uma barragem de artilharia nas defesas do Exército Vermelho em toda a frente. Os ataques aéreos foram conduzidos até Kronstadt, perto de Leningrado, Izmail na Bessarábia e em Sevastopol, na Crimeia. Enquanto isso, as tropas terrestres atravessaram a fronteira, acompanhadas em alguns locais por quintas-colunas de lituanos e ucranianos. Aproximadamente três milhões de soldados da Wehrmacht entraram em ação e enfrentaram um pouco menos de tropas soviéticas na fronteira.
Por volta do meio dia, a notícia da invasão foi transmitida à população pelo ministro das Relações Exteriores soviético, Vyacheslav Molotov: "[…] Sem uma declaração de guerra, as forças alemãs entraram em nosso país, atacaram nossas fronteiras em muitos lugares […] O Exército Vermelho e toda a nação travará uma guerra patriótica vitoriosa pelo nosso amado país, pela honra, pela liberdade […] Nossa causa é justa. O inimigo será espancado. A vitória será nossa!". Ao clamar pela devoção da população à sua nação e não ao Partido, Molotov criou uma onda patriótica que ajudou as pessoas atordoadas a absorver as notícias aterradoras. Nos primeiros dias da invasão, o Alto Comando e o Exército Vermelho da URSS foram amplamente reorganizados, de modo a colocá-los no ponto de guerra necessário. Stálin não abordou a nação sobre a invasão alemã até o dia 3 de julho, quando ele também pediu por uma "Guerra Patriótica […] de todo o povo soviético".
Na Alemanha, na manhã de 22 de junho, o ministro da propaganda nazista, Joseph Goebbels, anunciou a invasão à nação acordada em uma transmissão de rádio com palavras de Hitler: "Neste momento ocorre uma marcha que, na sua extensão, se compara a maior que o mundo já viu. Decidi hoje colocar o destino e o futuro do Reich e do nosso povo nas mãos de nossos soldados. Que Deus nos ajude, especialmente nesta luta!". Mais tarde na mesma manhã, Hitler proclamou a seus colegas: "Antes de três meses se passarem, seremos testemunhas de um colapso da Rússia, como nunca foi visto na história".

## Fase um

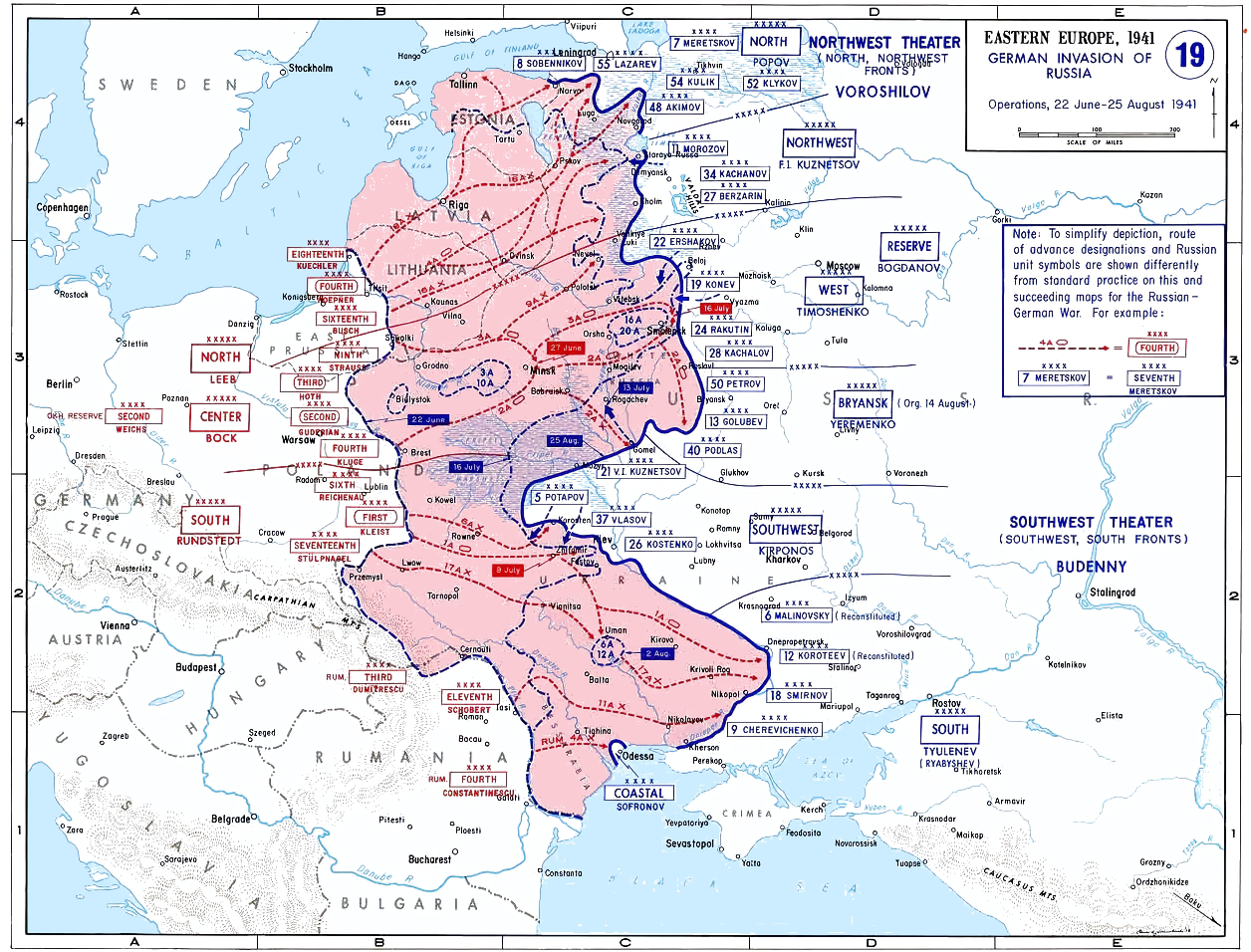
Avanços alemães de junho a agosto de 1941.

O impulso inicial do ataque aéreo e terrestre alemão destruiu completamente o comando e o controle organizacional soviético nas primeiras horas, paralisando todos os níveis de comando do pelotão de infantaria do Alto Comando soviético em Moscou. Moscou falhou em compreender a magnitude da catástrofe que confrontou as forças soviéticas na área de fronteira e a primeira reação de Stálin também foi de descrença. Por volta das 07h15, Stálin emitiu a Diretiva No. 2 do Ministério da Defesa da URSS, que anunciou a invasão às Forças Armadas soviéticas e convocou-as a atacar as forças do Eixo onde quer que tenham violado as fronteiras e lançar ataques aéreos nas regiões fronteiriças do território alemão. Por volta das 09h15, Stálin emitiu a Diretiva No. 3, assinada pelo Marechal Semyon Timoshenko, que agora pedia uma contraofensiva geral em toda a frente "sem qualquer respeito pelas fronteiras" que ambos esperavam varrer o inimigo do território soviético. A ordem de Stálin, que Timoshenko autorizou, não se baseou em uma avaliação realista da situação militar em mãos, mas os comandantes tinham medo de não obedecer; vários dias se passaram antes que a liderança soviética tomasse consciência da enormidade da derrota no início da invasão.

### Guerra aérea
As unidades de reconhecimento da Luftwaffe traçaram a concentração de tropas, suprimentos e aeródromos soviéticos e os marcaram para destruição. Foram realizados ataques adicionais da Luftwaffe contra os centros de comando e controle soviéticos para interromper a mobilização e a organização das forças soviéticas. Em contraste, observadores de artilharia soviéticos baseados na área da fronteira tinham as mais estritas instruções para não abrir fogo em aeronaves alemãs antes da invasão. Uma razão plausível dada para a hesitação soviética em contra-atacar era a crença inicial de Stálin de que o ataque foi lançado sem a autorização de Hitler. Quantidades significativas do território soviético foram perdidas junto com forças do Exército Vermelho como resultado disto; demorou vários dias antes que Stálin compreendesse a magnitude da calamidade. A Luftwaffe teria destruído 1 489 aeronaves no primeiro dia da invasão e mais de 3 100 durante os três primeiros dias. Hermann Göring, Ministro da Aviação e Comandante-em-chefe da Luftwaffe, desconfiava dos relatórios e ordenou que os dados fossem verificados. As equipes da Luftwaffe examinaram os destroços nos aeródromos soviéticos e sua estimativa original se mostrou conservadora, já que mais de 2 000 aeronaves soviéticas foram destruídas no primeiro dia da invasão. Na realidade, as perdas soviéticas provavelmente foram mais elevadas; um documento de arquivo soviético registrou a perda de 3 922 aeronaves soviéticas nos primeiros três dias contra uma perda estimada de 78 aeronaves alemãs. A Luftwaffe relatou a perda de apenas 35 aeronaves no primeiro dia de combate. Um documento do Arquivo Nacional da Alemanha coloca a perda da Luftwaffe em 63 aeronaves no primeiro dia.
No final da primeira semana, a Luftwaffe alcançou a supremacia aérea sobre os campos de batalha de todos os grupos do exército, mas não pôde efetuar este domínio aéreo sobre a vasta extensão da União Soviética ocidental. De acordo com os diários de guerra do Alto Comando alemão, a Luftwaffe, até o dia 5 de julho, perdeu 491 aeronaves com outras 316 mais danificadas, deixando com apenas cerca de 70% da força que tinha no início da invasão.

### Estados Bálticos

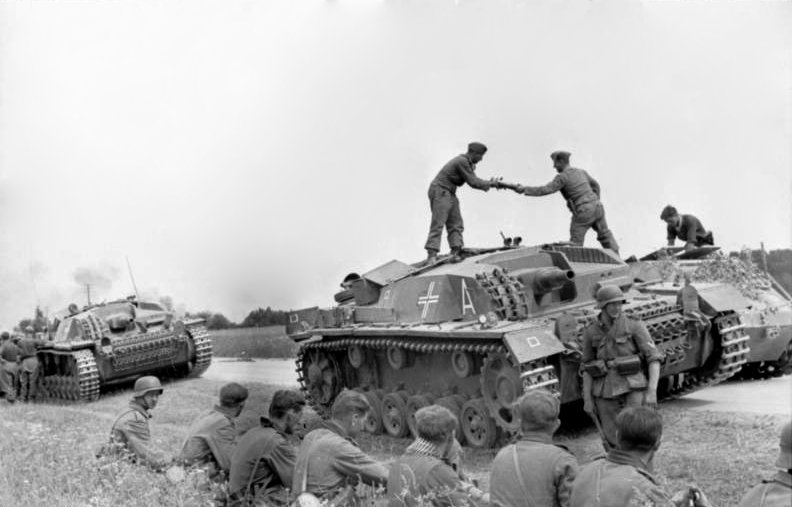
Forças alemãs que atravessavam a Letônia, verão de 1941.

Em 22 de junho, o Grupo de Exércitos Norte atacou a Frente Noroeste soviética e atravessou seus 8.º e 11.º Exércitos. Os soviéticos lançaram imediatamente um poderoso contra-ataque contra o 4.º Exército Panzer alemão com o 3.º e 12.º Corpo Mecânico soviético, mas o ataque soviético foi derrotado. Em 25 de junho, os 8.º e 11.º Exércitos receberam ordens de retirar-se para o rio Duína Ocidental, onde se planejava se encontrar com o 21.º Corpo Mecanizado e os 22.º e 27.º Exércitos. No entanto, em 26 de junho, Erich von Manstein do LVI Corpo Panzer atingiu o rio primeiro e conseguiu uma cabeça de ponte sobre ele. A Frente Noroeste foi forçada a abandonar as defesas do rio e, em 29 de junho, Stavka ordenou que a Frente se retirasse para a Linha Stálin nos arredores de Leningrado. Em 2 de julho, o Grupo Exército Norte iniciou seu ataque à Linha de Stalin com o seu 4.º Exército Panzer e, em 8 de julho, capturou Pskov, devastando as defesas da Linha de Stalin e chegando ao Oblast de Leningrado. O 4.º Exército Panzer havia avançado cerca de 450 quilômetros desde o início da invasão e agora estava apenas a cerca de 250 quilômetros do objetivo principal, Leningrado. No dia 9 de julho, começou seu ataque às defesas soviéticas ao longo do rio Luga, em Leningrado.

### Ucrânia e Moldávia

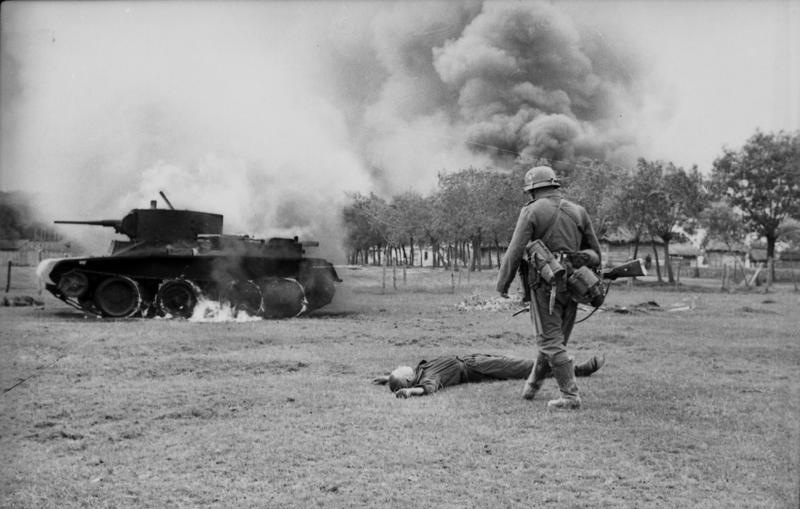
Soldado alemão examina um corpo de um militar russo morto na Ucrânia.

A seção norte do Grupo de Exércitos Sul enfrentou a Frente Sudoeste, que tinha a maior concentração de forças soviéticas e a seção sul enfrentou a Frente Sul. Além disso, os pântanos de Pinsk e as montanhas dos Cárpatos representaram um sério desafio para as seções do norte e sul do grupo do exército, respectivamente. Em 22 de junho, apenas a seção norte do Grupo de Exércitos Sul atacou, mas o terreno impediu seu ataque, dando aos defensores soviéticos tempo suficiente para reagir. O 1.º Grupo Panzer e o 6.º Exército alemão atacaram e atravessaram o 5.º exército soviético. Na noite de 23 de junho, o 22.º e o 15.º Corpo Mecanizado soviéticos atacaram os flancos do 1.º Grupo Panzer do norte e do sul, respectivamente. Embora pretendessem ser consertadas, as unidades de tanques soviéticos foram enviadas de forma fragmentada devido à má coordenação. O 22.º Corpo Mecanizado correu para o 1.º Corpo Motorizado do Exército Panzer III e foi dizimado, sendo que seu comandante morreu. O 1.º Grupo Panzer contornou grande parte do 15.º Corpo Mecanizado, que contratou a 297.ª Divisão de Infantaria do exército alemão, onde foi derrotada por ataques antitanque e ataques da Luftwaffe. Em 26 de junho, os soviéticos lançaram outro contra-ataque ao 1.° Grupo Panzer, do norte e do sul, simultaneamente com os 9.º, 19.º e 8.º Corpos Mecanizados, que reuniram 1649 tanques e apoiados pelos restos do 15.º Corpo Mecanizado. A batalha durou quatro dias, terminando com a derrota das unidades de tanques soviéticos. Em 30 de junho, Stavka ordenou que as forças restantes da Frente Sudoeste se retirassem para a Linha de Stalin, onde defenderiam os arredores de Kiev.
Em 2 de julho, a seção sul do Grupo de Exércitos Sul — o 3.º e 4.º Exércitos da Romênia, ao lado do 11.º Exército alemão — invadiu a Moldávia Soviética, que era defendida pela Frente Sul. Os contra-ataques do 2.º Corpo Mecânico da Frente e do 9.º Exército foram derrotados, mas no dia 9 de julho, o avanço do Eixo ficou paralisado pelas defesas do 18.º exército soviético entre os rios Prut e Dniester.

### Bielorrússia

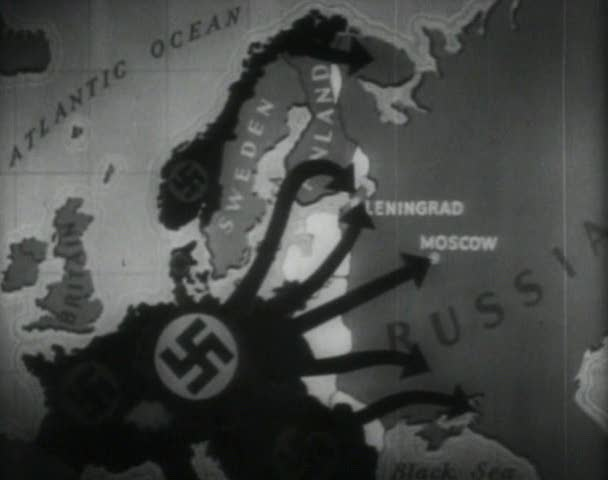
Uma animação que retrata as seis linhas de ataque dos nazistas que compunham a Operação Barbarossa em 22 de junho de 1941.

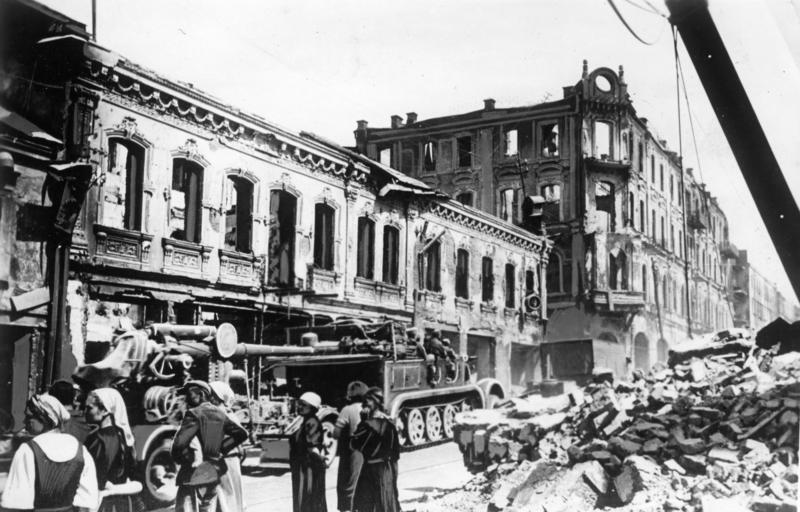
Ruínas de Minsk em junho de 1941.

No momento do início da invasão, a Luftwaffe destruiu a força aérea da Frente Ocidental ainda no chão e, com a ajuda da Abwehr e suas cujas colunas anticomunistas de apoio operando na retaguarda soviética, paralisaram as linhas de comunicação da Frente, que particularmente cortaram a sede do 4.º exército soviético da sede acima e abaixo dela. No mesmo dia, o 2.º Grupo Panzer atravessou o rio Bug, atravessou o 4.º Exército, ultrapassou a Fortaleza de Brest e pressionou em direção a Minsk, enquanto o 3.º Grupo Panzer contornou a maior parte do 3.º Exército e pressionou-se em direção a Vilnius. Simultaneamente, os 4.º e 9.º Exércitos alemães contrataram as forças da Frente Ocidental nos arredores de Białystok. Por ordem de Dmitry Pavlov, o comandante da Frente Ocidental, o 6.º e 11.º Corpo Mecanizado e o 6.º Corpo de Cavalaria lançaram um forte contra-ataque contra Grodno nos dias 24 e 25 de junho, na esperança de destruir o 3.º Grupo Panzer. No entanto, o 3.º Grupo Panzer já havia se mudado, com as suas unidades avançadas chegando a Vilnius na noite de 23 de junho e o contra-ataque blindado da Frente Ocidental, em vez disso, encontrou a infantaria e o fogo antitanque do V Corpo de Exército do 9.º Exército alemão, apoiado por ataques aéreos da Luftwaffe. Na noite de 25 de junho, o contra-ataque soviético foi derrotado e o comandante do 6.º Corpo de Cavalaria foi capturado. Na mesma noite, Pavlov ordenou que todos os restos da Frente Ocidental se retirassem para Slonim em direção a Minsk. Contra-ataques subsequentes para ganhar tempo para a retirada foram lançados contra as forças alemãs, mas todos falharam. Em 27 de junho, os 2.º e 3.º Grupos Panzer se encontraram perto de Minsk e capturaram a cidade no dia seguinte, completando o cerco de quase toda a Frente Ocidental em dois bolsos: um em torno de Białystok e outro a oeste de Minsk. Os alemães destruíram os 3.º e 10º Exércitos soviéticos enquanto infligiam sérias perdas nos 4.º, 11.º e 13.º Exércitos e relataram ter capturado 324 mil soldados, 3 300 tanques, 1 800 peças de artilharia da União Soviética.
Uma diretiva soviética foi emitida em 29 de junho para combater o pânico em massa desenfreado entre os civis e as forças armadas. A ordem estipulava medidas rápidas e severas contra qualquer pessoa que incitasse o pânico ou exibisse covardia. O NKVD trabalhou com comissários e comandantes militares para explorar possíveis rotas de soldados que se retiravam sem autorização militar. Tribunais gerais expedicionários do campo foram estabelecidos para lidar com civis espalhando rumores e desertores militares. Em 30 de junho, Stalin liberou Pavlov de seu comando e, em 22 de julho, o executou junto com muitos membros de sua equipe acusados de "covardia" e "incompetência criminal".
Em 29 de junho, Hitler, por intermédio do Comandante-Chefe do Exército alemão Walther von Brauchitsch, ordenou ao comandante do Grupo do Exército Fedor von Bock que parasse o avanço de seus panzers até que as formações de infantaria liquidassem todos os receptáculos. Mas o comandante do 2.º Grupo Panzer Heinz Guderian, com o apoio tácito de Fedor von Bock e do chefe do OKH, Franz Halder, ignorou as instruções e atacou ao leste em direção a Bobruisk, apesar de reportar o avanço como reconhecimento de força. Ele também realizou pessoalmente uma inspeção aérea de Minsk-Białystok em 30 de junho e concluiu que seu grupo panzer não era necessário para conter, já que o 3.º Grupo Panzer de Hermann Hoth já estava envolvido na região de Minsk. No mesmo dia, alguns dos corpos de infantaria dos 9.º e 4.º Exércitos haviam feito conquistas em Białystok e retomaram a marcha para o leste para apanharem os grupos panzer. No dia 1 de julho, Fedor von Bock ordenou aos grupos panzer que continuassem com sua ofensiva completa no leste na manhã de 3 de julho. Mas Brauchitsch, mantendo as instruções de Hitler, e Halder, de maneira involuntária, se opuseram à ordem de Bock. No entanto, a Bock insistiu na ordem afirmando que seria irresponsável reverter pedidos já emitidos. Os grupos panzer, no entanto, retomaram sua ofensiva em 2 de julho antes das formações de infantaria terem conseguido o suficiente.

### Noroeste da Rússia
Durante as negociações alemão-finlandesas, a Finlândia exigiu permanecer neutra, a menos que a União Soviética os atacasse primeiro. A Alemanha, portanto, procurou provocar a União Soviética a realizar um ataque à Finlândia. Depois que a Alemanha lançou a Barbarossa em 22 de junho, aeronaves alemãs usaram bases aéreas finlandesas para atacar posições soviéticas. No mesmo dia, os alemães lançaram a Operação Rentier e ocuparam a província de Petsamo na fronteira finlandesa-soviética. Simultaneamente, a Finlândia procedeu à remilitarização das ilhas neutras de Åland. Apesar dessas ações, o governo finlandês insistiu pela via diplomática para continuar sendo um país neutro, mas a liderança soviética já via a Finlândia como um aliado da Alemanha. Posteriormente, os soviéticos procederam a lançar um ataque de bombardeio maciço em 25 de junho contra todas as principais cidades e centros industriais finlandeses, incluindo Helsinque, Turku e Lahti. Durante uma sessão noturna no mesmo dia, o parlamento finlandês decidiu ir à guerra contra a União Soviética.
A Finlândia foi dividida em duas zonas operacionais. O norte da Finlândia era a área de preparação para o Exército da Noruega. Seu objetivo era executar um movimento de pinça no porto estratégico de Murmansk, chamado Operação Silberfuchs. O sul da Finlândia ainda estava sob responsabilidade do Exército finlandês. O objetivo das forças finlandesas era, em primeiro lugar, recuperar a Carélia finlandesa no lago Ladoga, bem como o istmo careliano, que incluía a segunda maior cidade da Finlândia, Vyborg.

## Fase dois

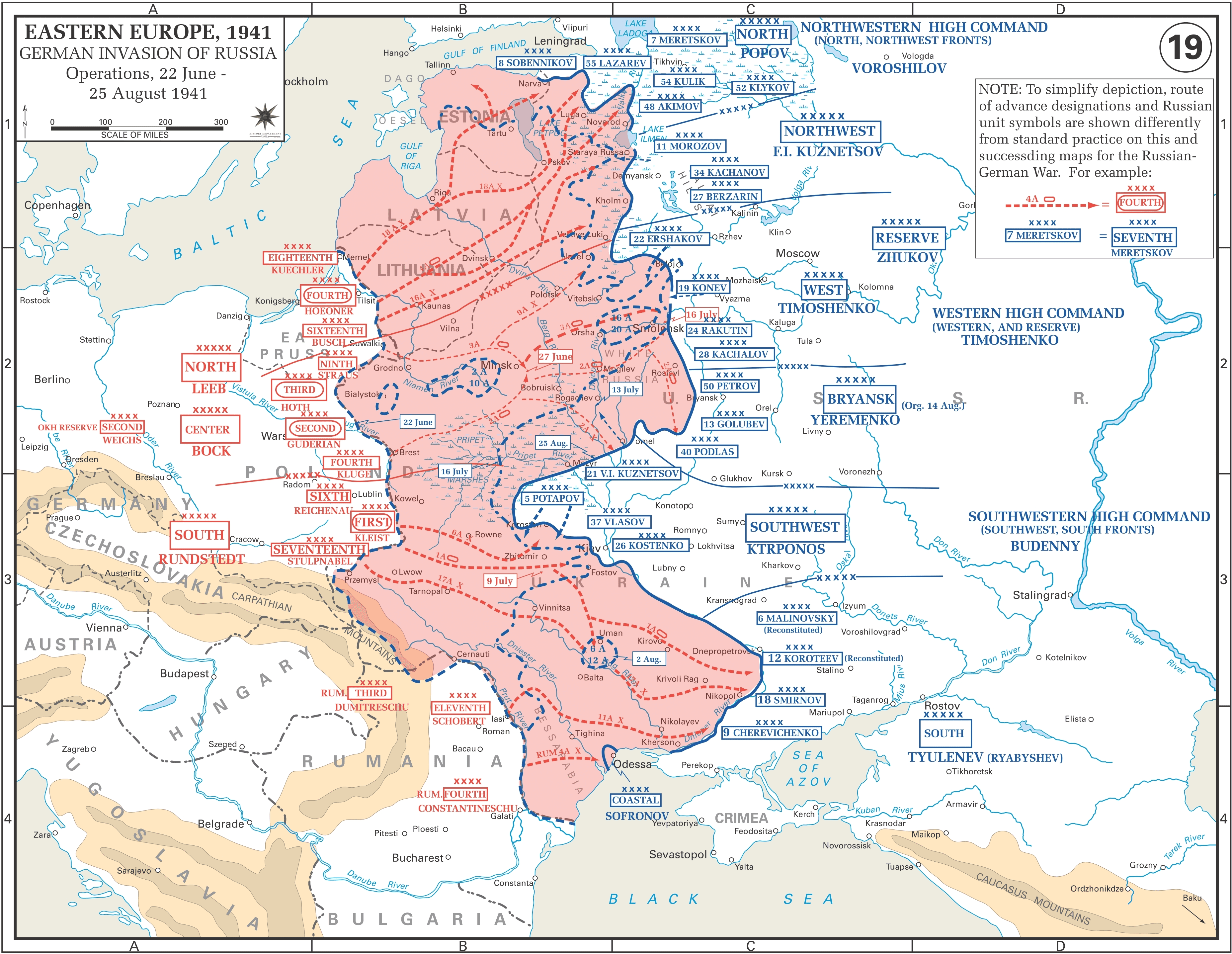
O avanço alemão nas fases iniciais da operação Barbarossa, agosto de 1941.

Em 2 de julho e nos próximos seis dias, uma tempestade típica dos verões da Bielorrússia desacelerou o progresso dos panzers do Grupo de Exércitos Centro e as defesas soviéticas se endureceram. Os atrasos deram tempo aos soviéticos para organizar um enorme contra-ataque contra o Grupo de Exércitos Centro. O objetivo final do grupo do exército era Smolensk, que comandava a estrada para Moscou. Enfrentar os alemães era uma antiga linha defensiva soviética de seis exércitos. Em 6 de julho, os soviéticos lançaram um contra-ataque maciço usando o 5.º e 7.º Corpos Mecanizados do 20.º Exército, que colidiu com os 39.º e 47.º Grupo Panzer alemães, onde o Exército Vermelho perdeu 832 dos 2 000 tanques empregados em cinco dias de combates ferozes. Os alemães derrotaram este contra-ataque, em grande parte devido à presença coincidente do único esquadrão da Luftwaffe de aeronaves que rebocavam tanques. O 2.º Grupo Panzer atravessou o rio Dnieper e fechou Smolensk ao sul, enquanto o 3.º Grupo Panzer, depois de derrotar o contra-ataque soviético, fechou em Smolensk ao norte, o que deixando três exércitos soviéticos presos. A 29.ª Divisão Panzer capturou Smolensk em 16 de julho, mas permaneceu uma lacuna entre o Grupo de Exércitos Centro. Em 18 de julho, os grupos panzer chegaram a menos de dez quilômetros do fechamento da lacuna, mas a armadilha não fechou até 5 de agosto, quando mais de 300 mil soldados do Exército Vermelho foram capturados e 3 205 tanques soviéticos foram destruídos. Um grande número de soldados do Exército Vermelho escaparam para ficar entre os alemães e Moscou, à medida que a resistência continuava.
Quatro semanas após a campanha, os alemães perceberam que haviam subestimado a força soviética. As tropas alemãs usaram seus suprimentos iniciais e o general Bock rapidamente chegou à conclusão de que não só o Exército Vermelho oferecia oposição rígida, como as dificuldades alemãs também eram devidas aos problemas logísticos com reforços e provisões. As operações foram desaceleradas para permitir o reabastecimento; o atraso era para ser usado para adaptar a estratégia à nova situação. Hitler já havia perdido a fé nas batalhas do cerco, uma vez que um grande número de soldados soviéticos haviam escapado dos ataques de pinça dos nazistas. Ele agora acreditava que poderia derrotar o Estado soviético por meios econômicos, privando-os de sua capacidade industrial para continuar a guerra. Isso significou aproveitar o centro industrial de Kharkov, Donbass e os campos de petróleo do Cáucaso no sul e a rápida captura de Leningrado, um importante centro de produção militar, no norte.

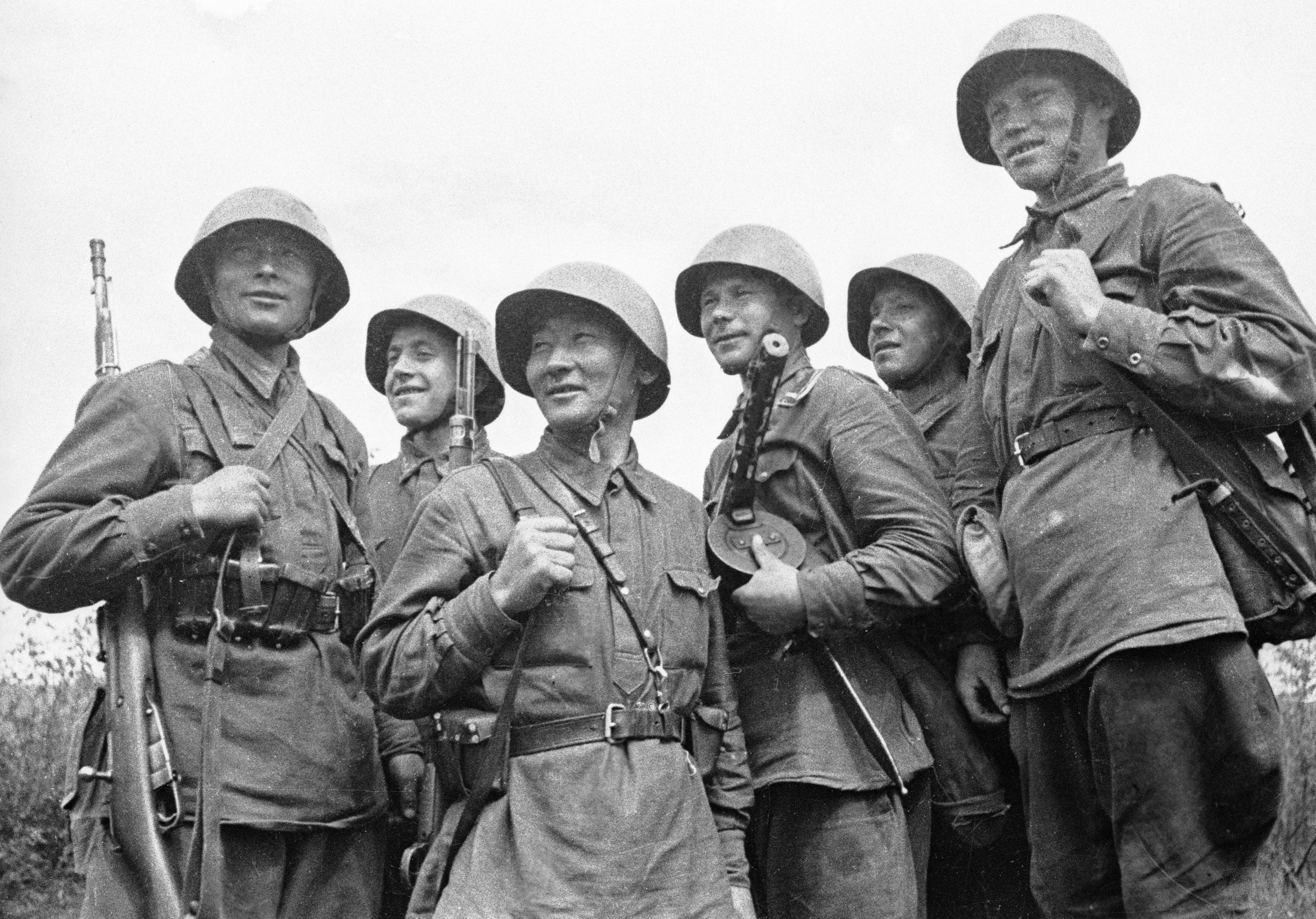
Combatentes soviéticos na defesa de Smolensk.

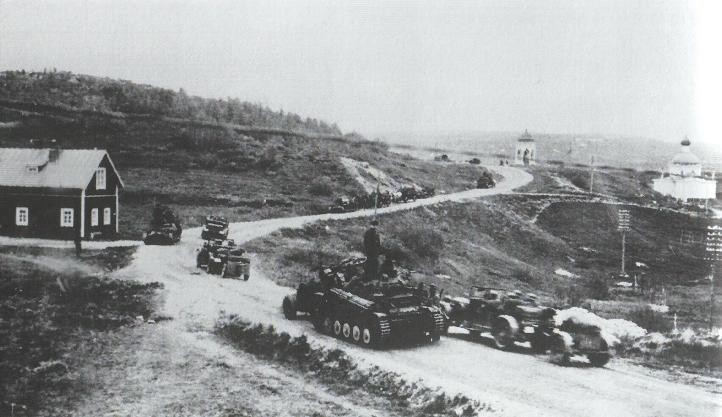
Uma coluna de I./Panzer-Abt. z.b.V. 40 durante o avanço em Murmansk, 1941.

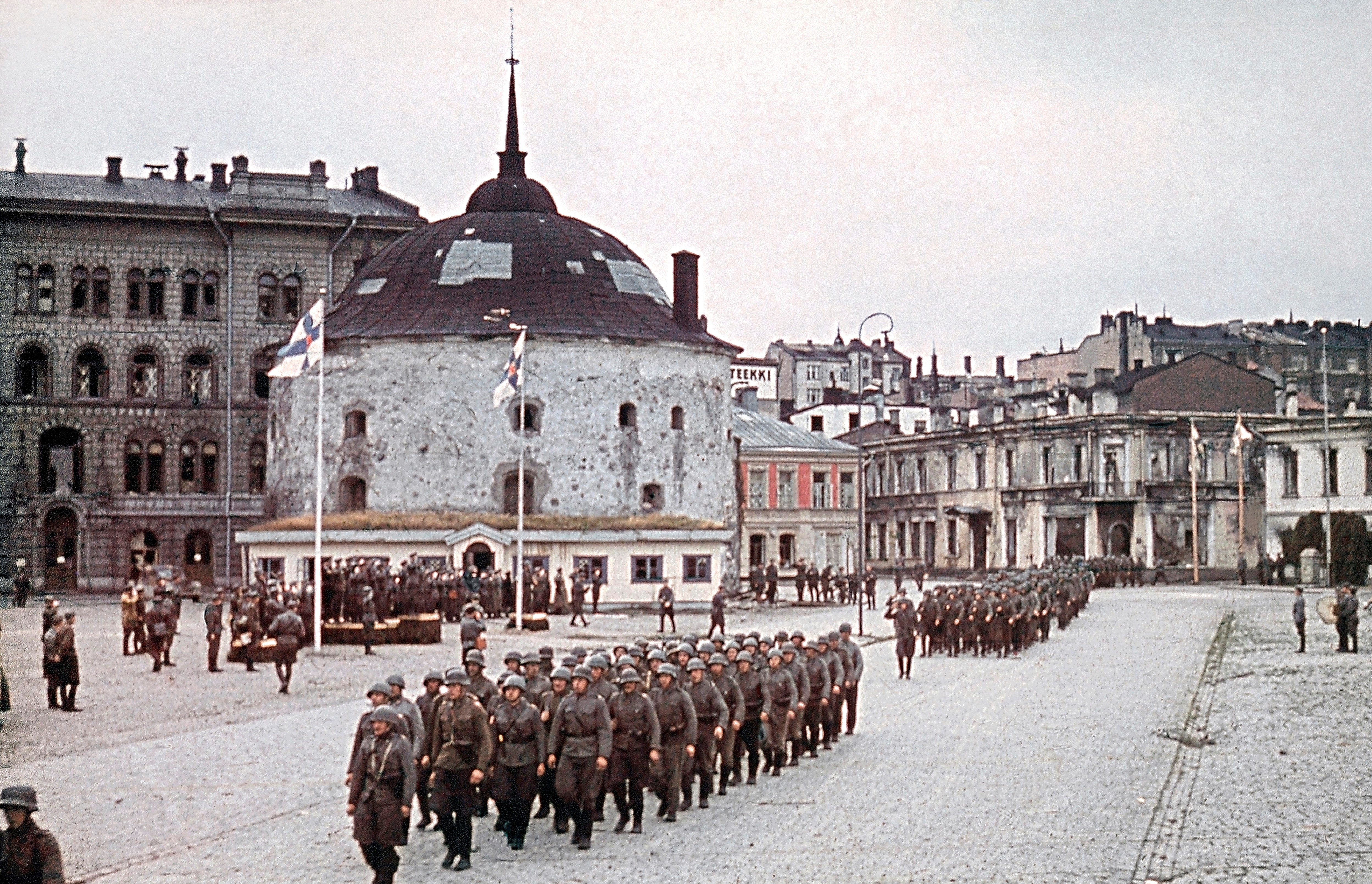
Desfile militar finlandês em Vyborg em 31 de agosto de 1941, após sua recaptura.

O chefe do OKH, o general Franz Halder, Fedor von Bock, o comandante do Grupo de Exércitos Centro, e quase todos os generais alemães envolvidos na Operação Barbarossa argumentaram veementemente a favor da continuação do caminho total rumo a Moscou. Além da importância psicológica de capturar a capital soviética, os generais apontaram que Moscou era um importante centro de produção de armas, do sistema de comunicações e da rede transportes da URSS. Relatórios de inteligência indicaram que a maior parte do Exército Vermelho era implantada perto de Moscou sob Semyon Timoshenko para manter a defesa da capital. O comandante do Panzer, Heinz Guderian, foi enviado a Hitler por Bock e Halder para argumentar a favor do ataque contra Moscou, mas Hitler emitiu um pedido através de Guderian (contornando Bock e Halder) para enviar os tanques do Grupo de Exércitos Centro ao norte e ao sul, parando temporariamente a marcha até Moscou. Convencido pelo argumento de Hitler, Guderian voltou aos seus comandantes como um convertido ao plano do Führer, o que lhe valeu seu desdém.

### Norte da Finlândia
Em 29 de junho, o Exército da Noruega lançou seu esforço para capturar Murmansk em um ataque de pinça. A pinça do norte, conduzida pela XIX Corpo de Montanha, aproximou-se de Murmansk diretamente atravessando a fronteira em Petsamo. No entanto, depois de proteger a Península de Rybachy e avançar para o rio Litsa, o avanço alemão foi interrompido contra a resistência do 14.º exército soviético já em meados de julho. Os ataques renovados não levaram a nada e essa frente tornou-se um impasse para o restante da Barbarossa.
O segundo ataque de pinças começou no dia 1 de julho com o XXXVI Corpo de Montanha alemão em conjunto com o III Corpo finlandês para recuperar a região de Salla para a Finlândia e, em seguida, prosseguir para o leste para cortar a ferrovia de Murmansk perto de Kandalaksha. As unidades alemãs tiveram grande dificuldade em lidar com as condições do Ártico. Depois de grandes combates, Salla foi tomada em 8 de julho. Para manter o impulso, as forças germano-finlandesas avançaram para o leste, até serem detidas na cidade de Kayraly pela resistência soviética. Mais ao sul, o III Corpo finlandês fez um esforço independente para alcançar a estrada de ferro de Murmansk através do terreno ártico. Diante de apenas uma divisão do 7.º Exército soviético, conseguiu avançar rapidamente. Em 7 de agosto, capturou Kestenga enquanto chegava aos arredores de Ukhta. Os grandes reforços do Exército Vermelho impediram novos ganhos em ambas as frentes e a força germano-finlandesa teve que entrar na defensiva.

### Carélia
O plano finlandês no sul da Carélia era avançar o mais rápido possível para o lago Ladoga, cortando as forças soviéticas ao meio. Então, os territórios finlandeses a leste do lago Ladoga deveriam ser recuperados antes do início do avanço ao longo do istmo careliano, incluindo a recaptura Vyborg. O ataque finlandês foi lançado em 10 de julho. O Exército da Carélia tinha uma vantagem numérica contra os defensores soviéticos do 7.º e do 23.º Exércitos, para que ele pudesse avançar rapidamente. A importante junção de estrada em Loimola foi capturada em 14 de julho. Até 16 de julho, as primeiras unidades finlandesas chegaram ao lago Ladoga em Koirinoja, alcançando o objetivo de dividir as forças soviéticas. Durante o resto de julho, o Exército da Carélia avançou mais ao sudeste da região, parando na antiga fronteira finlandesa-soviética em Mansila.
Com as forças soviéticas cortadas pela metade, o ataque ao istmo Kareliano poderia começar. O exército finlandês tentou cercar grandes formações soviéticas em Sortavala e Hiitola avançando para as margens ocidentais do lago Ladoga. Em meados de agosto, o cerco foi bem-sucedido e as duas cidades foram levadas, mas muitas formações soviéticas foram capazes de evacuar através do mar. Mais a oeste, o ataque a Viborg foi lançado. Com a resistência soviética em colapso, os finlandeses conseguiram cercar Vyborg avançando pelo rio Vuoksi. A cidade em si foi tomada em 30 de agosto, juntamente com um amplo avanço no resto do istmo careliano. No início de setembro, a Finlândia restaurou suas fronteiras de antes do inverno.

## Fase três

### Rússia Central

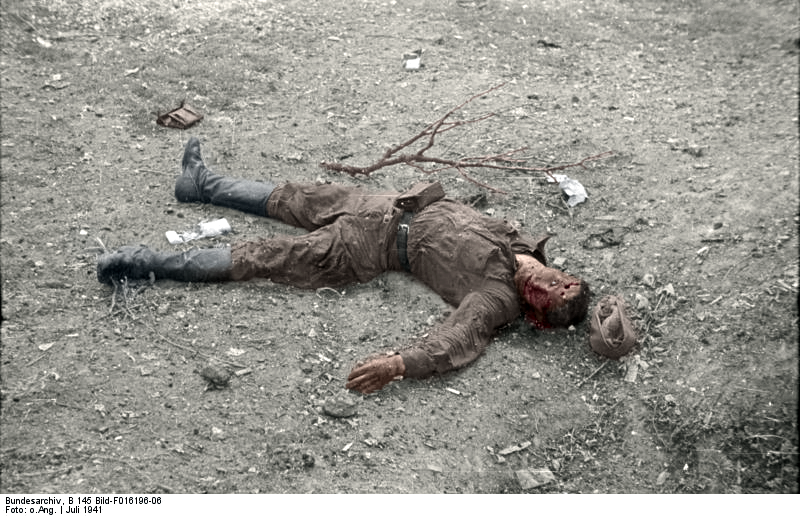
Soldado soviético morto na Romênia durante o avanço alemão rumo a Uman.

Em meados de julho, as forças alemãs avançaram a poucos quilômetros de Kiev abaixo dos pântanos de Pinsk. O 1.º Grupo Panzer foi ao sul, enquanto o 17.º exército atingiu o leste e preso três exércitos soviéticos perto de Uman. Quando os alemães eliminaram a resistência, os tanques se viraram para o norte e atravessaram o Dnieper. Enquanto isso, o 2.º Grupo Panzer, desviado do Grupo de Exércitos Centro, atravessou o rio Desna com o 2.º Exército no seu flanco direito. Os dois exércitos panzer agora prenderam quatro exércitos soviéticos e partes de outros dois.
Em agosto, à medida que a manutenção e a quantidade do inventário da Luftwaffe diminuíram constantemente devido ao combate, a demanda por suporte aéreo aumentou apenas conforme a Força Aérea Soviética se recuperou. A Luftwaffe lutou para manter a superioridade aérea local. Com o início do mau tempo em outubro, a Luftwaffe foi muitas vezes forçada a parar quase todas as operações aéreas. A Força Aérea Soviética, embora confrontada com as mesmas dificuldades climáticas, tinha uma clara vantagem graças à experiência de pré-guerra com voos em tempo frio e ao fato de que eles estavam operando a partir de bases aéreas e aeroportos intactos. Em dezembro, a Força Aérea Soviética tinha alcançado a Luftwaffe e até mesmo a pressionado para alcançar a superioridade aérea sobre os campos de batalha.

### Leningrado
Para o ataque final em Leningrado, o 4.º Grupo Panzer foi reforçado por tanques do Grupo de Exércitos Centro. Em 8 de agosto, os panzers atravessaram as defesas soviéticas. No final de agosto, o 4.º Grupo Panzer penetrou em 48 quilômetros de Leningrado. Os finlandeses tinham avançado a sudeste de ambos os lados do lago Ladoga para alcançar a antiga fronteira finlandês-soviética.

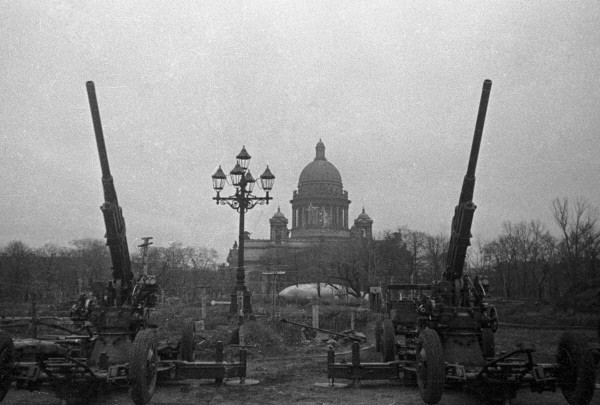
Armas antiaéreas que protegem o céu de Leningrado, em frente à Catedral de São Isaac.

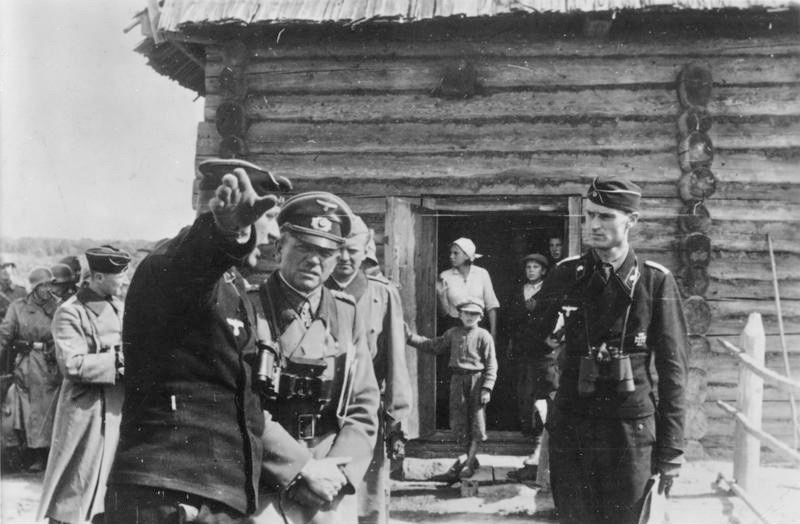
General Guderian em um posto de comando dianteiro de um regimento Panzer perto de Kiev, 1941.

Os alemães atacaram Leningrado em agosto de 1941; nos três "meses negros" de 1941, os 400 mil habitantes da cidade trabalharam para construir as fortificações da cidade enquanto os combates continuavam, enquanto 160 mil outros se juntaram às fileiras do Exército Vermelho. Em nenhum lugar, o espírito soviético levée en masse era mais forte para resistir aos alemães do que em Leningrado, onde as tropas de reserva e as unidades recentemente improvisadas de Narodnoe Opolcheniye, constituídas por batalhões de trabalhadores e até mesmo por formações de colegiais, juntaram-se para cavar trincheiras enquanto se preparavam para defender a cidade. Em 7 de setembro, a 20.ª Divisão Motorizada da Alemanha agarrou Shlisselburg, cortando todas as rotas terrestres para Leningrado. Os alemães separaram as ferrovias para Moscou e capturaram a estrada de ferro para Murmansk com assistência finlandesa para inaugurar o início de um cerco que duraria mais de dois anos.
Nesta fase, Hitler ordenou a destruição final de Leningrado, sem prisioneiros e, no dia 9 de setembro, o Grupo Exército Norte começou o avanço final. Dentro de dez dias, avançou a 11 quilômetros da cidade.  No entanto, os últimos 10 km foram lentos e as baixas foram registradas. Hitler, agora sem paciência, ordenou que Leningrado não deveria ser invadida, mas definhar até a submissão. Nesse sentido, o OKH emitiu a Lei n.º 1601/41 de 22 de setembro de 1941, que previa os planos de Hitler. Privado de suas forças panzer, o Grupo de Exércitos Centro permaneceu estático e foi submetido a vários contra-ataques soviéticos, em particular a Ofensiva de Yelnya, na qual os alemães sofreram sua primeira grande derrota tática desde a invasão; esta vitória do Exército Vermelho também proporcionou um impulso importante para a moral soviética. Esses ataques levaram Hitler a concentrar sua atenção no Grupo de Exércitos Centro e em sua unidade em Moscou. Os alemães pediram que os 3.º e 4.º Grupos Panzer rompessem o Cerco de Leningrado e apoiassem o Grupo de Exércitos Centro em seu ataque a Moscou.

### Kiev
Antes que um ataque contra Moscou pudesse começar, as operações em Kiev precisavam ser concluídas. Metade do Grupo de Exércitos Centro tinha virado ao sul na parte de trás da posição de Kiev, enquanto o Grupo de Exércitos Sul se mudou para o norte da cabeça-de-ponte do Dniepr. O cerco das forças soviéticas em Kiev foi alcançado em 16 de setembro. Seguiu-se uma batalha em que os soviéticos foram martelados com tanques, artilharia e bombardeios aéreos. Depois de dez dias de combates intensos, os alemães alegaram que 665 mil soldados soviéticos foram capturados, embora o número real seja provavelmente cerca de 220 mil prisioneiros. As perdas soviéticas foram 452 720 homens, 3 677 peças de artilharia e morteiros de 43 divisões dos 5.º, 21.º, 26.º e 37.º Exércitos soviéticos. Apesar do esgotamento e das perdas que enfrentavam algumas unidades alemãs (mais de 75 % dos homens) por conta dos intensos combates, a derrota maciça dos soviéticos em Kiev e as perdas do Exército Vermelho nos primeiros três meses da invasão contribuíram para o pressuposto alemão de que a Operação Typhoon (o ataque contra Moscou) ainda poderia ter sucesso.

### Centro e Norte da Finlândia

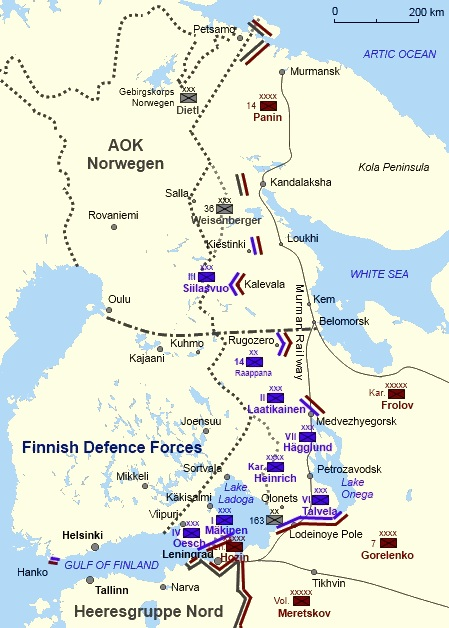
A frente na Finlândia, em dezembro de 1941

No centro da Finlândia, o avanço germano-finlandês sobre a estrada de ferro Murmansk foi retomado em Kayraly. Um grande cerco do norte e do sul aprisionou o corpo soviético defensor e permitiu que o XXXVI Corpo avançasse mais para o leste. No início de setembro atingiu as antigas fortificações da fronteira soviética de 1939. Em 6 de setembro, a primeira linha de defesa no rio Voyta foi violada, mas outros ataques contra a linha principal no rio Verman não poderiam ser superados. Com o exército da Noruega mudando seu principal esforço para o sul, a frente neste setor ficou em um impasse. Mais ao sul, o III Corpo finlandês lançou uma nova ofensiva contra a ferrovia de Murmansk em 30 de outubro, reforçada por novos reforços do Exército da Noruega. Contra a resistência soviética, conseguiu chegar a 30 km da ferrovia, quando o Alto Comando finlandês ordenou uma parada em todas as operações ofensivas no setor em 17 de novembro. Os Estados Unidos aplicaram pressão diplomática sobre a Finlândia para não interromper os embarques da ajuda aliada à União Soviética, o que fez com que o governo finlandês suspendesse o avanço da ferrovia de Murmansk. Com a recusa finlandesa de realizar novas operações ofensivas e a incapacidade alemã de fazê-lo sozinho, o esforço germano-finlandês no centro e no norte da Finlândia chegou ao fim.

### Carélia
A Alemanha nazista pressionou a Finlândia a ampliar suas atividades ofensivas na Carélia para ajudar os alemães em sua operação em Leningrado. Os ataques finlandeses contra Leningrado permaneceram limitados. A Finlândia parou o seu avanço logo abaixo de Leningrado e não tinha intenções de atacar a cidade. A situação era diferente no leste da Carélia. O governo finlandês concordou em reiniciar sua ofensiva na Carélia soviética para chegar ao lago Onega e ao rio Svir. Em 4 de setembro, essa nova unidade foi lançada em uma ampla frente. Embora reforçada por tropas de reserva, grandes perdas em outros lugares na frente significavam que os defensores soviéticos do 7.º Exército não conseguiriam resistir ao avanço finlandês. Olonets foi tomada em 5 de setembro. Em 7 de setembro, as unidades avançadas finlandesas chegaram ao rio Svir. Petrozavodsk, a capital da região caiu em 1 de outubro. A partir daí, o Exército da Carélia mudou-se para o norte ao longo das margens do lago Onega para proteger a área restante a oeste do lago, ao mesmo tempo que estabelecia uma posição defensiva ao longo do rio Svir. Com o início do inverno, continuaram avançando devagar durante as próximas semanas. Medvezhyegorsk foi capturada em 5 de dezembro e Poventsa caiu no dia seguinte. Em 7 de dezembro, a Finlândia parou todas as operações ofensivas, indo para a defensiva.

## Fase quatro

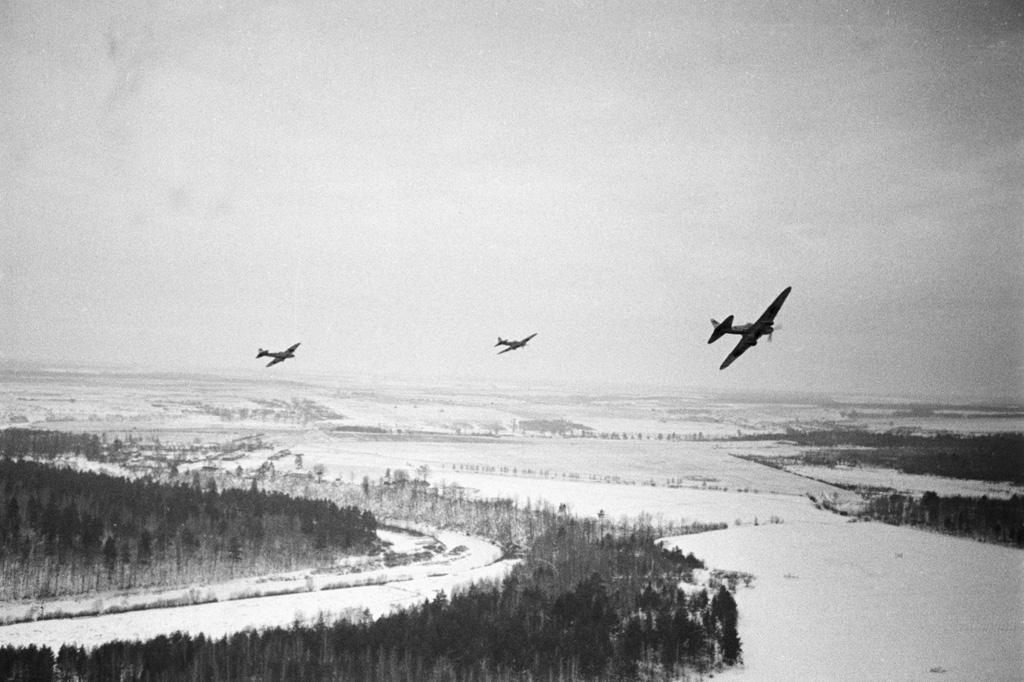
Aviões soviéticos sobre as posições alemãs perto de Moscou.

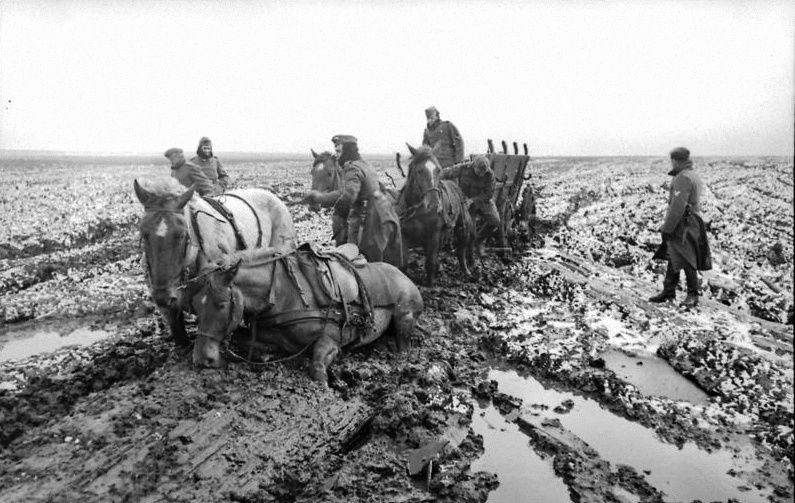
Homens da Wehrmacht tentando atravessar o difícil terreno russo.

Após Kiev, o Exército Vermelho já não superava em número os alemães e não havia mais reservas treinadas disponíveis. Para defender Moscou, Stalin poderia fazer uso de 800 mil homens em 83 divisões, mas não mais do que 25 divisões eram totalmente efetivas. A Operação Typhoon, a invasão de Moscou, começou em 30 de setembro de 1941. Na frente do Grupo de Exércitos Centro havia uma série de elaboradas linhas de defesa, a primeira centrada em Viazma e a segunda em Mojaisk. Os camponeses russos começaram a fugir das unidades alemãs que avançavam, queimando suas colheitas, expulsando o gado e destruindo edifícios em suas aldeias como parte de uma política de terra arrasada destinada a impedir que a máquina de guerra nazista usasse os suprimentos e alimentos soviéticos.
O primeiro golpe tomou os soviéticos completamente de surpresa quando o 2.º Grupo Panzer, retornando do sul, levou Oryol, a apenas 121 km ao sul da primeira linha de defesa soviética. Três dias depois, os panzers avançaram para Bryansk, enquanto o 2.º Exército atacou a oeste. Os 3.º e 13.º Exércitos soviéticos estavam agora cercados. Ao norte, os 3.º e 4.º Exércitos Panzer atacaram Vyazma, em uma armadilha aos 19.º, 20.º, 24.º e 32.º Exércitos. A primeira linha de defesa de Moscou foi quebrada. A conquista finalmente cedeu mais de 500 mil prisioneiros soviéticos, trazendo a contagem desde o início da invasão para três milhões. Os soviéticos agora tinham apenas 90 mil homens e 150 tanques para a defesa de Moscou.
O governo alemão agora previu publicamente a iminente captura de Moscou e convenceu os correspondentes estrangeiros de um colapso soviético iminente. Em 13 de outubro, o 3.º Grupo Panzer penetrou dentro de 140 km da capital. A lei marcial foi declarada em Moscou. Quase desde o início da Operação Typhoon, no entanto, o clima piorou. As temperaturas caíram enquanto havia chuvas contínuas. Isso transformou a rede rodoviária não pavimentada em um lamaçal e retardou o avanço alemão em Moscou. Ocorreram nevascas adicionais que foram seguidas por mais chuva, criando uma lama viscosa que os tanques alemães tiveram dificuldade de atravessar, enquanto os T-34 soviéticos, com seu piso mais largo, eram mais adequados para este cenário. Ao mesmo tempo, a situação dos suprimentos dos alemães rapidamente se deteriorou. Em 31 de outubro, o Alto Comando do Exército alemão ordenou a suspensão da Operação Typhoon enquanto os exércitos eram reorganizados. A pausa deu aos soviéticos, muito melhores abastecidos, tempo para consolidar suas posições e organizar formações de reservistas recém-ativados. Em pouco mais de um mês, os soviéticos organizaram 11 novos exércitos que incluíam 30 divisões das tropas da Sibéria. Estes foram libertados do Extremo Oriente soviético depois que a inteligência soviética assegurou a Stalin que não havia mais uma ameaça dos japoneses. Durante outubro e novembro de 1941, mais de 1 000 tanques e 1 000 aeronaves se juntaram às forças da Sibéria para ajudar na defesa da cidade.

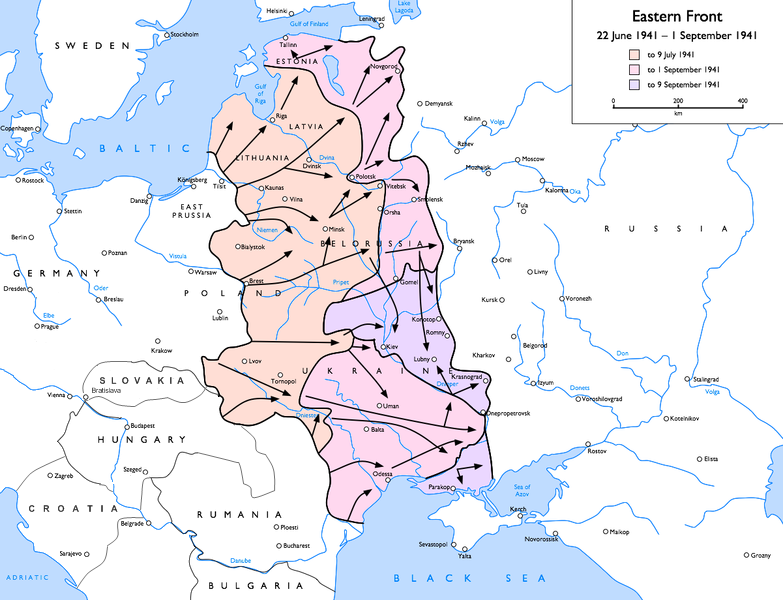
Avanço alemão antes do início da Operação Typhoon, setembro de 1941.

Com o endurecimento do solo devido ao frio, os alemães retomaram o ataque a Moscou em 15 de novembro. Embora as próprias tropas pudessem avançar de novo, não houve melhorias no fornecimento de suprimentos. Frente aos alemães estavam os 5.º, 16.º, 30.º, 43.º, 49.º e 50.º Exércitos soviéticos. Os alemães pretendiam mover os 3.º e 4.º Exércitos Panzer pelo Canal de Moscou e envolver a capital soviética a partir do nordeste. O 2.º Grupo Panzer atacaria Tula e depois fecharia Moscou ao sul. À medida que os soviéticos reagiam aos seus flancos, o 4.º Exército atacaria o centro. Em duas semanas de luta, sem combustível e munição suficiente, os alemães se aproximaram lentamente em direção a Moscou. No sul, o 2.º Grupo Panzer estava sendo bloqueado. Em 22 de novembro, as unidades soviéticas da Sibéria, aumentadas pelos 49.º e 50.º Exércitos soviéticos, atacaram o 2.º Grupo Panzer e infligiram uma derrota aos alemães. O 4.º Grupo Panzer avançou o 16.º Exército soviético, no entanto, e conseguiu atravessar o Canal de Moscou na tentativa de cercar a cidade.
Em 2 de dezembro, parte da 258.ª Divisão de Infantaria avançou 24 km em direção a Moscou. Eles estavam tão perto que os oficiais alemães afirmaram que podiam ver as torres do Kremlin, mas então a primeira nevasca começou. Um batalhão de reconhecimento conseguiu alcançar a cidade de Khimki, apenas cerca de 8 km da capital soviética. Capturou a ponte sobre o canal Moscou-Volga e a estação ferroviária, que marcou o avanço mais oriental das forças alemãs. Apesar dos progressos realizados, a Wehrmacht não estava equipada para uma guerra de inverno tão severa. O exército soviético estava melhor adaptado às lutas em condições de inverno, mas enfrentava escassez de produção de roupas de inverno. As forças alemãs pioraram, com a neve profunda ainda dificultando o equipamento e a mobilidade. As condições meteorológicas em grande parte impediram a atuação da Luftwaffe, que não pôde fazer grandes operações aéreas. As unidades soviéticas recentemente criadas perto de Moscou agora contavam com mais de 500 mil homens e, em 5 de dezembro, lançaram um enorme contra-ataque como parte da contraofensiva durante o inverno soviético. A ofensiva parou em 7 de janeiro de 1942, depois de ter empurrado os exércitos alemães de volta a 100–250 km de Moscou. A Wehrmacht perdeu a batalha por Moscou e a invasão custou ao exército alemão mais de 830 mil homens.

## Consequências
Com o fracasso da Batalha de Moscou, todos os planos alemães para uma rápida derrota da União Soviética tiveram que ser revisados. As contraofensivas soviéticas em dezembro de 1941 causaram grandes baixas em ambos os lados, mas acabaram por eliminar a ameaça alemã a Moscou. Tentando explicar tais questões, Hitler emitiu a Diretiva N. 39, que citou o início precoce de um inverno severo para o fracasso alemão, apesar do principal motivo ter sido a falta de preparação militar alemã para uma empreitada tão grande. Em 22 de junho de 1941, a Wehrmacht como um todo tinha 209 divisões à sua disposição, 163 das quais eram ofensivamente capazes. Em 31 de março de 1942, menos de um ano após a invasão da União Soviética, a Wehrmacht foi reduzida a 58 divisões ofensivamente capazes. A tenacidade e a habilidade do Exército Vermelho para contra-atacar surpreenderam efetivamente os alemães no ataque inicial aos soviéticos. Impelido pela defesa bem-sucedida e em um esforço para imitar os alemães, Stalin iniciou sua própria campanha de blitzkrieg, não apenas contra as forças alemãs em torno de Moscou, mas contra seus exércitos no norte e no sul. A ira sobre os ataques alemães fracassados fez Hitler demitir o marechal de campo Walther von Brauchitsch de comando e, em seu lugar, Hitler assumiu o controle pessoal do exército alemão em 19 de dezembro de 1941.
A União Soviética sofreu muito com o conflito, perdeu grandes extensões de território e grandes perdas humanas e materiais. No entanto, o Exército Vermelho provou ser capaz de contrariar as ofensivas alemãs, particularmente porque os alemães começaram a sofrer uma falta insubstituível de mão-de-obra, armamentos, provisões e combustível. Apesar da rápida deslocalização da produção de armamentos do Exército Vermelho a leste dos Urais e a um aumento dramático da produção em 1942, especialmente de armaduras, novos tipos de aeronaves e artilharia, a Wehrmacht conseguiu montar outra ofensiva em grande escala em julho de 1942, embora em uma Frente muito reduzida do que a do verão anterior. Hitler, tendo percebido que o fornecimento de petróleo da Alemanha estava "severamente esgotado", visava capturar os campos de petróleo de Baku em uma ofensiva, codinome Caso Azul. Mais uma vez, os alemães rapidamente atravessaram grandes extensões de território soviético, mas não conseguiram alcançar seus objetivos finais após a sua derrota na Batalha de Stalingrado.
Em 1943, a produção de armamentos soviéticos estava totalmente operacional e superava cada vez mais a economia de guerra alemã. A principal ofensiva alemã final no teatro oriental da Segunda Guerra Mundial ocorreu durante julho e agosto de 1943 com o lançamento da Operação Zitadelle, um ataque ao saliente de Kursk. Aproximadamente um milhão de tropas alemãs enfrentaram uma força soviética com mais de 2,5 milhões de homens. Após a derrota da Operação Zitadelle, os soviéticos lançaram contraofensivas empregando seis milhões de soldados ao longo de uma frente de 1 500 milhas em direção ao rio Dnieper enquanto levavam os alemães para o oeste. Empregando ofensivas cada vez mais ambiciosas e taticamente sofisticadas, além de fazer melhorias operacionais em segredo, o Exército Vermelho acabou por liberar grande parte da área que os alemães ocuparam anteriormente no verão de 1944. A destruição do Grupo de Exércitos Centro, resultado da Operação Bagration, provou ser um sucesso decisivo; outras ofensivas soviéticas contra os Grupos de Exército Alemães Norte e Sul no outono de 1944 colocam a máquina de guerra alemã em retirada. Em janeiro de 1945, o poder militar soviético visava a capital alemã, Berlim. A guerra terminou com a derrota total e a capitulação da Alemanha nazista em maio de 1945.

### Crimes de guerra
Apesar da União Soviética não ter assinado as Convenções de Genebra, isso não significava que seus soldados estavam totalmente isentos da proteção que ela proporcionava; a Alemanha assinou o tratado e, portanto, era obrigada a tratar os prisioneiros de guerra soviéticos de acordo com as disposições da convenção (como geralmente aconteceu com outros prisioneiros de guerra Aliados). De acordo com os soviéticos, eles não assinaram as Convenções de Genebra em 1929 devido ao artigo 9 que, ao impor a segregação racial de prisioneiros de guerra em diferentes campos, violou a constituição soviética. O artigo 82 da convenção especificava que "no caso de guerra em que um dos beligerantes não é parte da Convenção, as suas disposições permanecerão, no entanto, em vigor entre os beligerantes que são partes desta." Apesar disso Hitler pediu por uma batalha contra a União Soviética que seria uma "luta pela existência" e enfatizou que os exércitos russos deveriam ser "aniquilados", uma mentalidade que contribuiu para que crimes de guerra fossem cometidos contra prisioneiros de guerra soviéticos. Um memorando nazista de 16 de julho de 1941, gravado por Martin Bormann, cita Hitler dizendo: "A área gigante [ocupada] deve, naturalmente, ser pacificada o mais rápido possível, o que acontecerá melhor se alguém que apenas pareça engraçado for baleado". Convenientemente para os nazistas, o fato de que os soviéticos não terem assinado a convenção jogava para eles a responsabilidade pelo comportamento durante o conflito. Mesmo que os soviéticos tenham assinado, é altamente improvável que isso tenha impedido as políticas de genocídio dos nazistas em relação a combatentes, civis e prisioneiros de guerra.

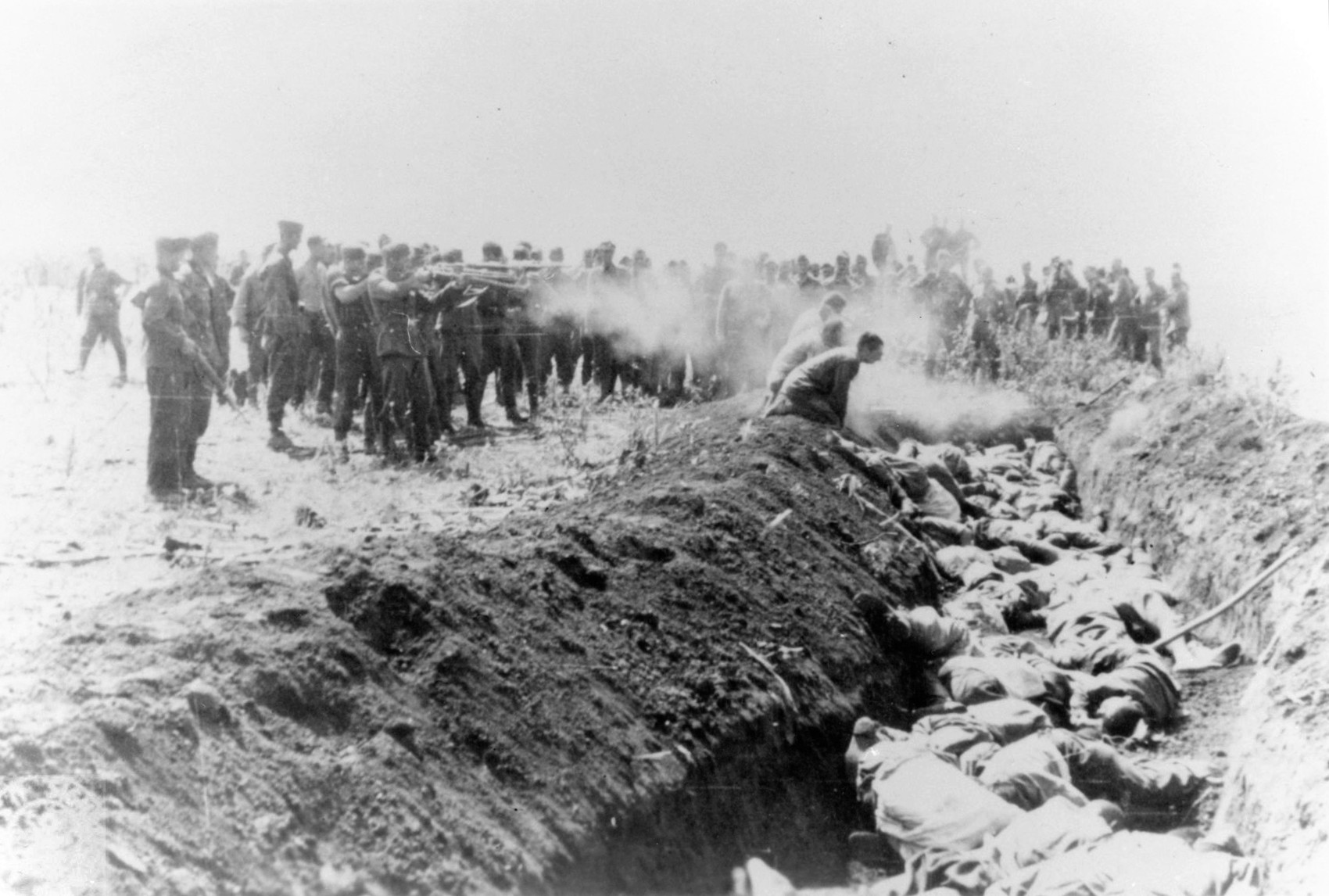
Execução de civis por tropas do Einsatzgruppen na União Soviética, em 1941.

Antes da guerra, Hitler emitiu a notória Ordem dos Comissários, que exigia que todos os comissários políticos soviéticos fossem presos e baleados imediatamente sem julgamento. Soldados alemães participaram desses assassinatos em massa, juntamente com membros do SS-Einsatzgruppen, às vezes relutantemente, alegando "necessidade militar".  Na véspera da invasão, os soldados alemães foram informados de que sua batalha "exige medidas implacáveis e vigorosas contra as incursões, guerrilhas, sabotadores, judeus bolcheviques e a eliminação completa de toda a resistência ativa e passiva". A punição coletiva foi autorizada contra ataques de partisans; se um agressor não pudesse ser rapidamente identificado, então queimar aldeias e fazer execuções em massa eram consideradas represálias aceitáveis. Cerca de dois milhões de prisioneiros de guerra soviéticos morreram de fome durante apenas durante a Barbarossa. Os famintos prisioneiros dificilmente conseguiam caminhar sozinhos. No final da guerra, 58% de todos os prisioneiros de guerra soviéticos morreram no cativeiro alemão.
Crimes organizados contra civis, incluindo mulheres e crianças, eram realizados em grande escala pelas forças policiais e militares alemãs, bem como pelos colaboradores locais. Sob o comando do Reichssicherheitshauptamt (RSHA), os esquadrões de assassinato de Einsatzgruppen conduziram massacres em larga escala de judeus e comunistas em territórios soviéticos conquistados. O historiador do Holocausto, Raul Hilberg, estima que 1 400 000 judeus foram assassinados por "operações móveis de morte". As instruções originais para matar "judeus em posições de partido e governamentais" foram ampliadas para incluir "todos os judeus do sexo masculino em idade militar" e foram expandidas mais uma vez para "todos os judeus do sexo masculino, independentemente da idade". No final de julho, os alemães matavam regularmente mulheres e crianças. Em 18 de dezembro de 1941, Himmler e Hitler discutiram a "questão judaica" e Himmler registrou o resultado da reunião em sua agenda: "Aniquilar os partisans". De acordo com o historiador estadunidense Christopher Browning, isto representava a decisão nazista de "aniquilar os judeus e resolver a chamada 'questão judaica' sob a desculpa de matar partisans". De acordo com as políticas nazistas contra os povos asiáticos ditos "inferiores", turcomenos também foram perseguidos. De acordo com um relatório pós-guerra do Príncipe Veli Kajum Khan, eles foram presos em campos de concentração em condições terríveis, onde os que eram considerados com características "mongóis" eram assassinados diariamente. Os asiáticos também foram alvo dos Einsatzgruppen e foram sujeitos a experimentos médicos letais e assassinatos em um "instituto patológico" em Kiev. Hitler recebeu relatórios sobre os assassinatos em massa conduzidos pelos Einsatzgruppen, que eram transmitidos pela primeira vez ao RSHA, onde foram agregados em um relatório resumido do chefe da Gestapo, Heinrich Müller.
Queimar casas suspeitas de serem lugares de encontro de partisans e envenenar poços d'água tornaram-se uma prática comum para os soldados do 9.º Exército alemão. Em Kharkov, a quarta maior cidade da União Soviética, os alimentos eram fornecidos apenas para o pequeno número de civis que trabalhavam para os alemães, sendo que o resto devia passar fome lentamente. Milhares de soviéticos foram deportados para a Alemanha para serem usados como trabalhadores escravos a partir de 1942.
Os cidadãos de Leningrado foram submetidos a bombardeios pesados e a um cerco que duraria 872 dias. Mais de um milhão de pessoas morreram de fome, das quais aproximadamente 400 000 eram crianças menores de 14 anos. O bloqueio germano-finlandês cortou o acesso a alimentos, combustíveis e matérias-primas, sendo que as rações para a população não trabalhadora eram compostas por cinco fatias finas de pão e uma sopa aquosa por dia. Os civis soviéticos famintos começaram a comer seus animais domésticos, juntamente com tônico de cabelo e vaselina. Alguns cidadãos desesperados recorreram ao canibalismo; os registros soviéticos listam 4 000 pessoas presas por "o uso de carne humana como alimento" durante o cerco, 886 delas durante o primeiro inverno de 1941–42. A Wehrmacht planejava selar Leningrado, fazer a população local morrer de fome lentamente e depois demolir completamente a cidade.

#### Violência sexual
Estupros foram um fenômeno generalizado na Frente Oriental, já que soldados alemães cometiam atos sexuais violentos contra as mulheres soviéticas de maneira regular. Unidades inteiras foram ocasionalmente envolvidas neste crime, sendo que mais de um terço dos casos eram de estupros coletivos. O historiador Hannes Heer relata que no mundo da frente oriental, onde o exército alemão equiparava a Rússia ao comunismo, tudo era "jogo limpo"; assim, as violações não eram relatadas, a menos que unidades inteiras estivessem envolvidas. Muitas vezes, no caso das mulheres judias, elas eram imediatamente assassinadas após serem estupradas. A historiadora Birgit Beck enfatiza que os decretos militares, que serviram para autorizar brutalidade por atacado em muitos níveis, destruíram essencialmente a base para qualquer processo de ofensas sexuais cometidas por soldados alemães no Leste. Ela também alega que a detecção de tais casos foi limitada pelo fato de que a violência sexual era frequentemente infligida em alojamento de militares em casas civis.

### Significado histórico
A Operação Barbarossa foi a maior operação militar na história humana — nunca tantos soldados, tanques, armas e aeronaves foram usados em uma única ofensiva. A invasão abriu a Frente Oriental da Segunda Guerra Mundial, o maior teatro de guerra durante esse conflito, e testemunhou confrontos violentos e destruição sem precedentes por quatro anos, que resultaram na morte de mais de 26 milhões de soviéticos. Mais pessoas morreram lutando na Frente Oriental do que em todas as outras batalhas em todo o mundo durante a Segunda Guerra Mundial. Os danos tanto para a economia quanto para a paisagem foram enormes para a União Soviética, já que cerca de 1 710 cidades e 70 mil aldeias foram totalmente destruídas.
A Operação Barbarossa e o subsequente fracasso da Alemanha em atingir seus objetivos mudaram a paisagem política da Europa dividindo-a em blocos oriental e ocidental. O vácuo político deixado na metade oriental do continente foi preenchido pela URSS quando Stalin obteve seus prêmios territoriais de 1944–1945 e colocou firmemente seu Exército Vermelho na Bulgária, Romênia, Hungria, Polônia, Tchecoslováquia e na metade oriental da Alemanha. O medo de Stalin de que qualquer ressurgimento do poder alemão e sua desconfiança das antigas potências aliadas contribuíram para iniciativas soviéticas pan-eslavas e uma subsequente aliança de Estados eslavos. Para os historiadores David Glantz e Jonathan House, a influência da Operação Barbarossa não atingiu apenas Stalin, mas os líderes soviéticos subsequentes, alegando que "coloriu" suas mentalidades estratégicas pelas "próximas quatro décadas" e instigou a criação de "um elaborado sistema de Estados tampões e fantoches, projetados para isolar a União Soviética de qualquer possível ataque futuro". Como consequência, a Europa Oriental tornou-se comunista e a Europa Ocidental ficou sob o domínio democrático dos Estados Unidos, uma nação que estava incerta sobre suas políticas futuras na Europa.

### Impressa
- Askey, Nigel (2014). Operation Barbarossa: The Complete Organisational and Statistical Analysis, and Military Simulation. (II B). U.S.: Lulu Publishing. ISBN 978-1-31241-326-9
- Baker, Lee (2009). The Second World War on the Eastern Front. London: Pearson Longman. ISBN 978-1-40584-063-7
- Baker, Lee (2013). The Second World War on the Eastern Front. [S.l.]: Routledge. ISBN 978-1317865049
- Bar-Joseph, Uri; Levy, Jack S. (outono de 2009). «Conscious Action and Intelligence Failure». Political Science Quarterly. 124 (3): 461–488. doi:10.1002/j.1538-165X.2009.tb00656.x
- Bartov, Omer (2001). The Eastern Front, 1941–45: German Troops and the Barbarisation of Warfare. London: Palgrave Macmillan. ISBN 978-0-333-94944-3
- Baudot, Marcel; Bernard, Henri; Foot, Michael R.D.; Jacobsen, Hans-Adolf (1989). The Historical Encyclopedia of World War II. New York and Oxford: Facts on File. ISBN 0-671-24277-6
- Beck, Birgit (2004). Wehrmacht und sexuelle Gewalt. Sexualverbrechen vor deutschen Militärgerichten, 1939–1945 (em alemão). Paderborn: Schöningh Verlag. ISBN 978-3-50671-726-9
- Beevor, Antony (2012). The Second World War. New York: Back Bay Books. ISBN 978-0-316-02374-0
- Bellamy, Chris (2007). Absolute War: Soviet Russia in the Second World War. [S.l.]: Vintage Books. ISBN 978-0-375-72471-8
- Bergström, Christer (2007). Barbarossa – The Air Battle: July–December 1941. [S.l.]: Classic Publications. ISBN 978-1-85780-270-2
- Berthon, Simon; Potts, Joanna (2007). Warlords: An Extraordinary Re-creation of World War II Through the Eyes and Minds of Hitler, Churchill, Roosevelt, and Stalin. [S.l.]: Da Capo Press. ISBN 0-306-81538-9
- Brackman, Roman (2001). The Secret File of Joseph Stalin: A Hidden Life. Portland and London: Frank Cass Publishing. ISBN 0-7146-5050-1
- Bradley, John; Buell, Thomas (2002). Why Was Barbarossa Delayed? The Second World War: Europe and the Mediterranean. [S.l.]: Square One Publishing. ISBN 0-7570-0160-2
- Braithwaite, Rodric (2010). Moscow 1941: A City and Its People at War. [S.l.]: Profile Books. ISBN 978-1-86197774-8
- Breitman, Richard (1991). «Himmler and the 'Terrible Secret' among the Executioners». Journal of Contemporary History. 26 (3/4): 431–451. JSTOR 260654. doi:10.1177/002200949102600305
- Breitman, Richard (1990). «Hitler and Genghis Khan». Journal of Contemporary History. 25 (2/3): 337–351. JSTOR 260736. doi:10.1177/002200949002500209
- Browning, Christopher R. (1998). Ordinary Men: Reserve Police Battalion 101 and the Final Solution in Poland 1 ed. New York: HarperCollins. ISBN 0-06-099506-8
- Burleigh, Michael (2000). The Third Reich: A New History. [S.l.]: Pan Macmillan. ISBN 978-0-330-47550-1
- Clark, Lloyd (2012). Kursk: The Greatest Battle: Eastern Front 1943. [S.l.]: Headline Review. ISBN 978-0755336395
- Commager, Henry (1991). The Story of the Second World War. [S.l.]: Brassey's Publishing. ISBN 978-0080410661
- Cooper, Matthew (1984). The German Army, 1933–1945: Its Political and Military Failure. New York: Bonanza Books. ISBN 978-0-51743-610-3
- Dear, Ian; Foot, M.R.D., eds. (1995). The Oxford Guide to World War II. Oxford; New York: Oxford University Press. ISBN 978-0-19-534096-9
- Dunn, Walter S. Jr. (1995). The Soviet Economy and the Red Army, 1930–1945. Westport, CT: Praeger. ISBN 978-0-27594-893-1
- Dunnigan, James (1978). The Russian Front. [S.l.]: Arms & Armour Press. ISBN -0-85368-152-X
- Ericson, Edward (1999). Feeding the German Eagle: Soviet Economic Aid to Nazi Germany, 1933–1941. [S.l.]: Praeger Publishing. ISBN 978-0275963378
- Evans, Richard J. (1989). In Hitler's Shadow. New York, NY: Pantheon
- Evans, Richard J. (2008). The Third Reich at War. London: Allen Lane. ISBN 978-0-7139-9742-2
- Fahlbusch, Michael (1999). Die Südostdeutsche Forschungsgemeinschaft (em alemão). [S.l.]: German Historical Institute. ISBN 978-0-375-41086-4
- Forczyk, Robert (2009). Leningrad 1941–44: The Epic Siege. Oxford, UK: Osprey. ISBN 978-1-84908-107-8
- Forczyk, Robert (2014). Tank Warfare on the Eastern Front 1941–1942. [S.l.]: Pen and Sword. ISBN 978-1781590089
- Förster, Jürgen (inverno de 1988). «Barbarossa Revisited: Strategy and Ideology in the East» (PDF). Jewish Social Studies. 50 (1/2): 21–36. Consultado em 21 de julho de 2017. Arquivado do original (PDF) em 30 de março de 2016
- Förster, Jürgen (1998). «Operation Barbarossa as a War of Conquest and Annihilation». In:  Boog, Horst; Förster, Jürgen; Hoffmann, Joachim; Klink, Ernst; Müller, Rolf-Dieter; Ueberschär, Gerd R. Germany and the Second World War. IV [Attack on the Soviet Union]. Translated by Dean S. McMurry, Ewald Osers, Louise Willmot. Oxford and New York: Clarendon Press. ISBN 0-19-822886-4
- Förster, Jürgen (2005). «The German Military's Image of Russia». Russia War, Peace and Diplomacy. London: Weidenfeld & Nicolson
- Fritz, Stephen (2011). Ostkrieg: Hitler's War of Extermination in the East. [S.l.]: University Press of Kentucky. ISBN 978-0813134161
- Gellately, Robert (1990). The Gestapo and German Society: Enforcing Racial Policy, 1933–1945. [S.l.]: Clarendon Press. ISBN 978-0-19-820297-4
- Gilbert, Martin (1989). The Second World War: A Complete History. New York: Henry Holt and Company. ISBN 0-8050-0534-X
- Glantz, David; House, Jonathan (1995). When Titans Clashed: How the Red Army Stopped Hitler. [S.l.]: University Press of Kansas. ISBN 978-1906033729
- Glantz, David (1998). Stumbling Colossus: The Red Army on the Eve of World War. [S.l.]: University Press of Kansas. ISBN 978-0700617890
- Glantz, David (2001). The Soviet-German War 1941–1945: Myths and Realities: A Survey Essay. A Paper Presented as the 20th Anniversary Distinguished Lecture at the Strom Thurmond Institute of Government and Public Affairs. Clemson University
- Glantz, David (2002). Slaughterhouse: The Encyclopedia of the Eastern Front. Garden City, NY: The Military Book Club. ISBN 978-0-73943-128-3
- Glantz, David (2010a). Barbarossa Derailed: The Battle for Smolensk, Volume 1. [S.l.]: Helion & Company. ISBN 978-1906033729
- Glantz, David (2010b). Barbarossa Derailed: The Battle for Smolensk, Volume 2. [S.l.]: Helion & Company. ISBN 978-1906033903
- Glantz, David (2012). Operation Barbarossa: Hitler's invasion of Russia 1941. [S.l.]: The History Press. ISBN 978-0752460703
- Glantz, David; House, Jonathan (2015). When Titans Clashed: How the Red Army Stopped Hitler. Revised and Expanded Edition. [S.l.]: University Press of Kansas. ISBN 978-0-70062-121-7
- Gorodetsky, Gabriel (2001). Grand Delusion: Stalin and the German Invasion of Russia. [S.l.]: Yale University Press. ISBN 978-0300084597
- Guderian, Heinz (2002). Panzer Leader. Cambridge, MA: Da Capo Press. ISBN 978-0-30681-101-2
- Handrack, Hans-Dieter (1981). Das Reichskommissariat Ostland: Die Kulturpolitik Der Deutschen Verwaltung Zwischen Autonomie Und Gleichschaltung 1941–1944 (em alemão). Hann. Münden: Gauke. ISBN 978-3879980383
- Hartmann, Christian (2013). Operation Barbarossa: Nazi Germany's War in the East, 1941–1945. [S.l.]: Oxford University Press. ISBN 978-0-19-966078-0
- Hardesty, Von (2012). Red Phoenix Rising: The Soviet Air Force in World War II. [S.l.]: University Press of Kansas. ISBN 978-0700618286
- Hastings, Max (2012). Inferno: The World at War, 1939–1945. New York: Vintage. ISBN 978-0-30747-553-4
- Hastings, Max (2016). The Secret War: Spies, Ciphers, and Guerrillas, 1939–1945. New York: Harper. ISBN 978-0-06225-927-1
- Hayward, Joel (julho de 2000). «Too Little, Too Late: An Analysis of Hitler's Failure in August 1942 to Damage Soviet Oil Production» (PDF). The Journal of Military History. 64 (3): 769–794. JSTOR 120868. doi:10.2307/120868
- Higgins, Trumbull (1966). Hitler and Russia: The Third Reich in a Two-Front War, 1937–1943. [S.l.]: Macmillan Publishing. ASIN B0000CNOQU
- Hilberg, Raul (1961). The Destruction of the European Jews. Chicago: Quadrangle Books
- Hildebrand, Klaus (1973). The Foreign Policy of the Third Reich. Berkeley and Los Angeles: University of California Press. ISBN 0-520-02528-8
- Hillgruber, Andreas (1972). «Die "Endlösung" und das deutsche Ostimperium als Kernstück des rassenideologischen Programms des Nationalsozialismus». Munich: Oldenbourg Wissenschaftsverlag GmbH. Vierteljahrshefte für Zeitgeschichte (em alemão). 20 (2): 133–153. JSTOR 30197201
- Hill, Alexander (2016). The Red Army and the Second World War. UK: Cambridge University Press. ISBN 978-1107020795
- Himmler, Heinrich (1940). «Reflections on the Treatment of Peoples of Alien Races in the East». Trials of War Criminals Before the Nuernberg Military Tribunals Under Control Council Law No. 10. 13. District of Columbia: US Government Printing Office. pp. 147–150. ISBN 978-0-333-94944-3
- Humpert, David (2005). «Viktor Suvorov and Operation Barbarossa: Tukhachevskii Revisited». Journal of Slavic Military Studies. 18 (1): 59–74. doi:10.1080/13518040590914136
- Ingrao, Christian (2013). Believe and Destroy: Intellectuals in the SS War Machine. Malden, MA.: Polity. ISBN 978-0745660264
- Kay, Alex J. (2006). Exploitation, Resettlement, Mass Murder: Political and Economic Planning for German Occupation Policy in the Soviet Union, 1940–1941. New York: Berghahn Books. ISBN 9781845451868
- Keegan, John (1989). The Second World War. New York: Viking. ISBN 978-0-67082-359-8
- Kershaw, Ian (2000). Hitler 1889–1936: Hubris. [S.l.]: Penguin. ISBN 978-0140133639
- Kershaw, Ian (2001). Hitler, 1936–1945: Nemesis. New York; London: W. W. Norton & Company. ISBN 978-0-393-32252-1
- Kirby, D.G. (1980). Finland in the Twentieth Century: A History and an Interpretation. [S.l.]: University of Minnesota Press. ISBN 0-8166-5802-1
- Kirchubel, Robert (2005). Operation Barbarossa 1941: Army Group North. [S.l.]: Osprey Publishing. ISBN 978-1-84176-857-1
- Kirchubel, Robert (2007). Operation Barbarossa 1941: Army Group Center. [S.l.]: Osprey Publishing. ISBN 978-1-84603-107-6
- Kirchubel, Robert (2003). Operation Barbarossa 1941: Army Group South. [S.l.]: Osprey Publishing. ISBN 978-1782004257
- Kirchubel, Robert (2013). Operation Barbarossa: The German Invasion of Soviet Russia. [S.l.]: Bloomsbury Publishing. ISBN 1472804708
- Kirshin, Yuri (1997). «The Soviet Armed Forces on the Eve of the Great Patriotic War». In:  Wegner, Bernd. From Peace to War: Germany, Soviet Russia, and the World, 1939–1941. Providence and Oxford: Berghahn Books. ISBN 978-1-57181-882-9
- Klemann, Hein; Kudryashov, Sergei (2012). Occupied Economies: An Economic History of Nazi-Occupied Europe, 1939–1945. New York: Berg. ISBN 978-0-857850607
- Klink, Ernst (1998). «The Conduct of Operations». In:  Boog, Horst; Förster, Jürgen; Hoffmann, Joachim; Klink, Ernst; Müller, Rolf-Dieter; Ueberschär, Gerd R. Germany and the Second World War. IV [Attack on the Soviet Union]. Translated by Dean S. McMurry, Ewald Osers, Louise Willmot. Oxford and New York: Clarendon Press. ISBN 0-19-822886-4
- Krivosheev, G. F. (1997). Soviet Casualties and Combat Losses in the Twentieth Century. [S.l.]: Greenhill Books. ISBN 978-1853672804
- Langerbein, Helmut (2003). Hitler's Death Squads: The Logic of Mass Murder. College Station: Texas A & M University Press. ISBN 978-1-58544-285-0
- Macksey, Kenneth (1989). «Guderian». In:  Barnett, Correlli. Hitler's Generals. [S.l.]: Weidenfeld & Nicolson. ISBN 0-297-79462-0
- Mann, Chris M.; Jörgensen, Christer (2002). Hitler's Arctic War. Hersham, UK: Ian Allan Publishing. ISBN 0-7110-2899-0
- Mawdsley, Evan (2003). «Crossing the Rubicon: Soviet Plans for Offensive War in 1940–1941». The International History Review. 25 (4): 818–865. ISSN 1618-4866
- Majer, Diemut (2003). "Non-Germans" Under the Third Reich: The Nazi Judicial and Administrative System in Germany and Occupied Eastern Europe with Special Regard to Occupied Poland, 1939–1945. [S.l.]: Johns Hopkins University Press. ISBN 978-0-8018-6493-3
- Mazower, Mark (2009). Hitler's Empire: Nazi Rule in Occupied Europe. [S.l.]: Penguin. ISBN 0141011920
- Megargee, Geoffrey (2000). Inside Hitler's High Command. Lawrence, KS: University Press of Kansas. ISBN 978-0-70061-015-0
- Menger, Manfred (1997). «Germany and the Finnish 'Separate War' Against the Soviet Union». In:  Wegner, Bernd. From Peace to War: Germany, Soviet Russia, and the World, 1939–1941. Providence and Oxford: Berghahn Books. ISBN 978-1-57181-882-9
- Mercatante, Steven (2012). Why Germany Nearly Won: A New History of the Second World War in Europe. [S.l.]: Praeger. ISBN 978-0313395925
- Meltyukhov, Mikhail (2000). Упущенный шанс Сталина. Советский Союз и борьба за Европу: 1939–1941 (em russo). [S.l.]: Вече. ISBN 5-7838-0590-4
- Miller, Donald L.; Commager, Henry Steele (2001). The Story of World War II. New York: Simon and Schuster. ISBN 9780743227186
- Mosier, John (2006). Cross of Iron: The Rise and Fall of the German War Machine, 1918–1945. New York: Henry Holt & Co. ISBN 978-0-80507-577-9
- Moskoff, William (2002). The Bread of Affliction: The Food Supply in the USSR During World War II. [S.l.]: Cambridge University Press. ISBN 978-0521522830
- Mühlhäuser, Regina (2010). Eroberungen. Sexuelle Gewalttaten und intime Beziehungen deutscher Soldaten in der Sowjetunion, 1941–1945 (em alemão). Hamburg: Hamburger Edition Verlag. ISBN 978-3-86854-220-2
- Müller, Rolf-Dieter (2016). Hitler's Wehrmacht, 1935–1945. Lexington: University Press of Kentucky. ISBN 978-0-81316-738-1
- Murray, Williamson; Millett, Allan R. (2000). A War To Be Won: Fighting the Second World War. Cambridge, MA:: Belknap Press of Harvard University Press. ISBN 978-0-674-00163-3
- Nenye, Vesa; Munter, Peter; Wirtanen, Tony; Birks, Chris (2016). Finland at War: The Continuation and Lapland Wars 1941–45. [S.l.]: Osprey. ISBN 1-4728-1526-2
- Overy, Richard (1996). The Penguin Historical Atlas of the Third Reich. New York: Penguin. ISBN 978-0-14051-330-1
- Overy, Richard (2006). The Dictators: Hitler’s Germany, Stalin’s Russia. London and New York: W.W. Norton & Company. ISBN 978-0-39332-797-7
- Palmer, Michael A. (2010). The German Wars: A Concise History, 1859–1945. Minneapolis: Zenith Press. ISBN 978-0-76033-780-6
- Patterson, David (2003). The Complete Black Book of Russian Jewry. [S.l.]: Transaction. ISBN 978-1412820073
- Rayfield, Donald (2004). Stalin and his Hangmen. [S.l.]: Penguin Books. ISBN 0-14-100375-8
- Rich, Norman (1973). Hitler's War Aims Ideology: The Nazi State and the Course of Expansion. [S.l.]: W.W. Norton. ISBN 978-0233964768
- Roberts, Andrew (2011). The Storm of War: A New History of the Second World War. New York: Harper Perrenial. ISBN 978-0-06122-860-5
- Roberts, Cynthia (1995). «Planning for War: The Red Army and the Catastrophe of 1941». Europe-Asia Studies. 47 (8). 1293 páginas. doi:10.1080/09668139508412322
- Roberts, Geoffrey (2006). Stalin's Wars: From World War to Cold War, 1939–1953. [S.l.]: Yale University Press. ISBN 0-300-11204-1
- Roberts, Geoffrey (2014). «Stalin's Wartime Vision of the Peace, 1939–1945». In:  Snyder, Timothy; Brandon, Ray. Stalin and Europe: Imitation and Domination, 1928–1953. Oxford and New York: Oxford University Press. ISBN 978-0-19994-558-0
- Rössler, Mechtild; Schleiermacher, Sabine (1996). Der "Generalplan Ost." Hauptlinien der nationalsozialistischen Planungs- und Vernichtungspolitik (em alemão). [S.l.]: Akademie-Verlag
- Sakwa, Richard (2005). The Rise and Fall of the Soviet Union. [S.l.]: Routledge Publishing. ISBN 978-1134806027
- Seaton, Albert (1972). The Russo-German War, 1941–45. [S.l.]: Praeger Publishers. ISBN 978-0891414919
- Seaton, Albert (1982). The German Army, 1933–1945. New York: Meridian. ISBN 0-452-00739-9
- Service, Robert (2005). A History of Modern Russia: From Nicholas II to Vladimir Putin. Cambridge, MA: Harvard University Press. ISBN 978-0-67401-801-3
- Sharp, Jane (2010). Striving for Military Stability in Europe. [S.l.]: Routledge. ISBN 978-1134325818
- Shepherd, Ben H. (2016). Hitler's Soldiers: The German Army in the Third Reich. New Haven and London: Yale University Press. ISBN 978-0-30017-903-3
- Shirer, William (1990). The Rise and Fall of the Third Reich: A History of Nazi Germany. [S.l.]: Simon & Schuster. ISBN 0-671-72868-7
- Smelser, Ronald; Davies, Edward J. (2008). The Myth of the Eastern Front: The Nazi-Soviet War in American Popular Culture Paperback ed. New York: Cambridge University Press. ISBN 9780521712316
- Smith, Howard (2000). Last Train from Berlin. [S.l.]: Phoenix Press. ISBN 978-1842122143
- Snyder, Timothy (2010). Bloodlands: Europe between Hitler and Stalin. New York: Basic Books. ISBN 978-0-46503-147-4
- Stackelberg, Roderick (2002). Hitler's Germany: Origins, Interpretations, Legacies. London; New York: Taylor & Francis. ISBN 978-0-203-00541-5
- Stackelberg, Roderick (2007). The Routledge Companion to Nazi Germany. New York: Routledge. ISBN 978-0-41530-861-8
- Stahel, David (2009). Operation Barbarossa and Germany's Defeat in the East. Cambridge, UK: Cambridge University Press. ISBN 978-0-521-76847-4
- Stone, David (2011). Shattered Genius: The Decline and Fall of the German General Staff in World War II. Philadelphia: Casemate. ISBN 978-1-61200-098-5
- Symonds, Craig (2014). Neptune: The Allied Invasion of Europe and the D-Day Landings. [S.l.]: Oxford University Press. ISBN 978-0199986118
- Taylor, Alan (1974). History of World War II. [S.l.]: Octopus Books. ISBN 978-0706403992
- Thomas, Nigel (2012). The German Army 1939–45: Eastern Front 1941–43. [S.l.]: Osprey Publishing. ISBN 978-1782002192
- Ueberschär, Gerd R. (1998). «The Involvement of Scandinavia in the Plans for Barbarossa». In:  Boog, Horst; Förster, Jürgen; Hoffmann, Joachim; Klink, Ernst; Müller, Rolf-Dieter; Ueberschär, Gerd R. Germany and the Second World War. IV [Attack on the Soviet Union]. Translated by Dean S. McMurry, Ewald Osers, Louise Willmot. Oxford and New York: Clarendon Press. ISBN 0-19-822886-4
- Uldricks, Teddy (outono de 1999). «The Icebreaker Controversy: Did Stalin Plan to Attack Hitler?». Slavic Review. 58 (3): 626–643. JSTOR 2697571. doi:10.2307/2697571
- United States Holocaust Memorial Museum (1996). Historical Atlas of the Holocaust. New York: Macmillan Publishing. ISBN 978-0-02897-451-4
- Waller, John (1996). The Unseen War in Europe: Espionage and Conspiracy in the Second World War. [S.l.]: Tauris & Company. ISBN 978-1-86064-092-6
- Ward, John (2004). Hitler's Stuka Squadrons: The Ju 87 at War, 1936–1945. [S.l.]: MBI Publishing. ISBN 978-0760319918
- Weeks, Albert (2002). Stalin's Other War: Soviet Grand Strategy, 1939–1941. [S.l.]: Rowman & Littlefield. ISBN 978-0-7425-2191-9
- Wegner, Bernd (1990). «Der Krieg gegen die Sowjetunion 1942/43». In:  Boog, Horst; Rahn, Werner; Stumpf, Reinhard; Wegner, Bernd. Das Deutsche Reich und der Zweite Weltkrieg (em alemão). VI [Der globale Krieg: Die Ausweitung zum Weltkrieg und der Wechsel der Initiative 1941– 1943]. Stuttgart: Deutsche Verlags-Anstalt. ISBN 978-3-42106-233-8
- Weinberg, Gerhard (2005). A World at Arms: A Global History of World War II. [S.l.]: Cambridge University Press. ISBN 978-0521618267
- Werth, Alexander (1964). Russia at War, 1941–1945. New York: E.P. Dutton. ASIN B0000CMAU7
- Wette, Wolfram (2007). The Wehrmacht: History, Myth, Reality. [S.l.]: Harvard University Press. ISBN 978-0674025776
- Wright, Gordon (1968). The Ordeal of Total War, 1939–1945. New York: Harper & Row. ISBN 0061314080
- Ziemke, Earl F. (1959). The German Northern Theater of Operations, 1940–1945 (PDF). Washington D.C.: U.S. Government Printing Office. ASIN B0007ETEOM

### Online
- Aitken, Andy, Dave Flitton & James Wignall (directors), Dave Flitton (series producer); Dave Flitton, Andy Aitken & James Wignall (writers) (1996). The Battle for Russia (television documentary). Battlefield. PBS. Consultado em 19 de março de 2015
- Browning, Christopher (2000). «Evidence for the Implementation of the Final Solution». Web Genocide Documentation Center – Resources on Genocide, War Crimes and Mass Killing. University of the West of England. Consultado em 1 de outubro de 2016
- Browning, Christopher R. (2007). The Origins of the Final Solution: The Evolution of Nazi Jewish Policy, September 1939 – March 1942. [S.l.]: U of Nebraska Press. Generalplan Ost: The Search for a Final Solution through Expulsion. ISBN 0803203926 – via Google Books
- Davidson, Nick (producer) (2009). Hitler Strikes East (television documentary). World War II in HD Colour. NM Productions (for IMG Media). Consultado em 19 de março de 2015
- Graham Royde-Smith, John. «European History: Operation Barbarossa». Encyclopædia Britannica. Consultado em 16 de maio de 2015
- Grazhdan, Anna (director); Artem Drabkin & Aleksey Isaev (writers); Valeriy Babich, Vlad Ryashin, et. al (producers) (2011). Siege of Leningrad (television documentary). Soviet Storm: World War II in the East. Star Media. Consultado em 15 de maio de 2015
- Meltyukhov, Mikhail Ivanovich. «Оценка советским руководством событий Второй мировой войны в 1939–1941» (em russo). Russian Military Library Moscow. Consultado em 19 de março de 2015
- «Modern History Sourcebook: The Molotov-Ribbentrop Pact, 1939». University of Fordham. Consultado em 19 de março de 2015. Arquivado do original em 12 de março de 2015
- Rees, Laurence (2010). «What Was the Turning Point of World War II?». HISTORYNET. Consultado em 8 de julho de 2017
- United States Holocaust Memorial Museum (20 de junho de 2014). «Nazi Persecution of Soviet Prisoners of War». Consultado em 24 de março de 2015